# Afrikanische Literatur
Die afrikanische Literatur umfasst Literaturen in verschiedenen Sprachen – europäischen und afrikanischen – mit verschiedenen Stilen und Themen sowie historischen Hintergründen. Themen, die in vielen Literaturen Subsahara-Afrikas ebenso wie in den Werken maghrebinischer Autoren immer wieder auftauchen, sind die Kolonialgeschichte und Kolonialkriege, die Enttäuschungen der nachkolonialen Zeit aufgrund der Gewaltherrschaft und Korruption der Eliten und des daraus folgenden Zerfalls der Gesellschaft sowie die Wirkungen der Globalisierung und des Exils. Vorbilder und Stoffe sucht sich die afrikanische Literatur auch in der vorkolonialen Geschichte und in der mündlichen Tradition. Mit deren Studium beschäftigt sich die Afrikanistik.
Abgesehen von den genannten Schlüsselthemen ist afrikanische Literatur ein heterogenes Feld unterschiedlichster literarischer Praktiken, das nicht klar umrissen werden kann und dessen Akteure oft nicht (mehr) in Afrika leben. Wichtig erscheint jedoch die Tatsache, dass sich die ersten Schriftsteller aus den europäischen Kolonien in Afrika selbst als afrikanische Schriftsteller bezeichneten und sich die Aufgabe stellten, in einer kolonialen Sprache für die afrikanische Gemeinschaft zu sprechen, auch wenn ihre Arbeiten starke lokale Bezüge enthielten. Dieses ist das „Grunddilemma einer afrikanischen Literatur in europäischer Sprache“: Die afrikanische Realität wird in einer Sprache dargestellt, die nur von einer kleinen gebildeten Elite im Alltag verwendet wird, während die lebensweltliche Kommunikation von afrikanischen Sprachen dominiert wird, in der auch die reichhaltigen oralen Traditionen überliefert werden. Oft flossen nur sprachliche Ornamente aus afrikanischen Sprachen und rhetorische Figuren aus der oralen Tradition in die englisch- und französischsprachigen Texte ein. Heute sind jedoch ephemere, oralen Formen nahestehende Literaturtypen wie flash fiction oder street literature weit verbreitet.
So gesehen ist afrikanische Literatur in europäischen Sprachen von Anfang an eine hybride und zugleich eine panafrikanische Literatur, was vor allem für die subsaharischen französischen Kolonien und ihre Nachfolgestaaten zutrifft. Zwar wurde 1989 die Pan African Writers’ Association gegründet, die eher auf den Austausch als auf eine gemeinsame Programmatik zielt und ihren Sitz in Ghana hat, doch beteiligen sich meist englischsprachige Autoren an ihren Aktivitäten. Heute weisen viele Autoren die kollektive Interpellation „African Writers“ häufiger zurück, nicht zuletzt wegen ihrer individuellen Migrationsgeschichte.

## Etappen der Entwicklung
Die Kolonialmächte gingen bei ihren Missionierungs- und Bildungsaktivitäten ihrer afrikanischen „Handlanger“ durchaus unterschiedlich vor. Während die Portugiesen sich darauf beschränkten, sie zu Christen zu machen, zog sich Frankreich eine assimilierte Elite heran, die im Tausch für Aufstiegschancen ihre afrikanischen Wurzeln verachteten. Die Deutschen förderten die Alphabetisierung mit dem Rohrstock, aber auch die Anfänge eines Schrifttums in einheimischen Sprachen in bescheidenem Umfang, während die Engländer indirekt durch lokale Herrscher regierten und ihre Bildung breiter streuten. Nachdem sich die Pioniere der afrikanischen Literatur bis Ende der 1940er Jahre an europäischen Formen und Traditionen orientiert hatten und oft zur Selbstverständigung oder in der Hoffnung schrieben, die Kultur ihres Kontinents den Europäern vermitteln zu können, drängten sich in der Folgezeit die Themen Kolonialismus und Entkolonisierung auf. Die Signale dafür gaben die 1947 gegründete politisch-literarische Vierteljahreszeitschrift Présence Africaine und der erste Congrès des écrivains et artistes noirs (Congress of Negro Writers and Artists) im Jahr 1956, an dem sich auch Autoren aus der Karibik und James Baldwin aus den USA beteiligten.

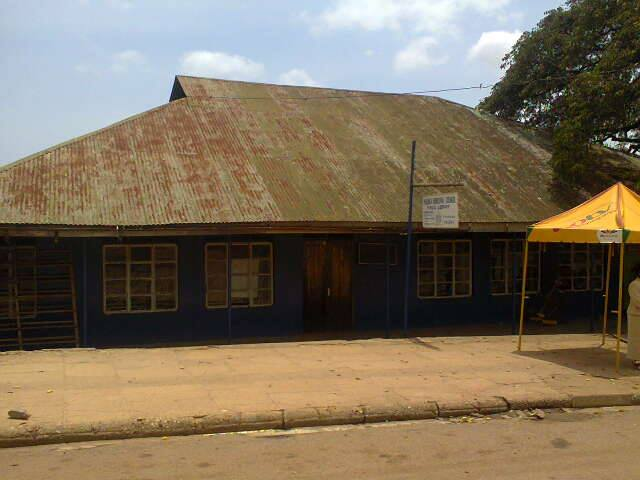
Städtische Bibliothek in Masaka (Uganda)

In der Folge schrieben afrikanische Literaten postkoloniale Literatur vor allem für ihre Landsleute, deren Alphabetisierung große Fortschritte machte, was für stetig wachsende Leserzahlen sorgte. Die von den Kolonialmächten willkürlich gezogenen Grenzen führten aber auch zur punktuellen Rückbesinnung auf ethnische Traditionen und lokale Sprachen, insbesondere bei der ersten Generation der noch im Dorf geborenen Autoren. Diese müssten die von ihnen verwendeten Afrikanismen ihrem Lesepublikum anfangs noch erklären, während die Zweitsprachen vor allem in den Städten weitere intellektuelle Räume eröffneten, aber paradoxerweise als politische Instrumente des Nation building der jungen Staaten genutzt wurden.

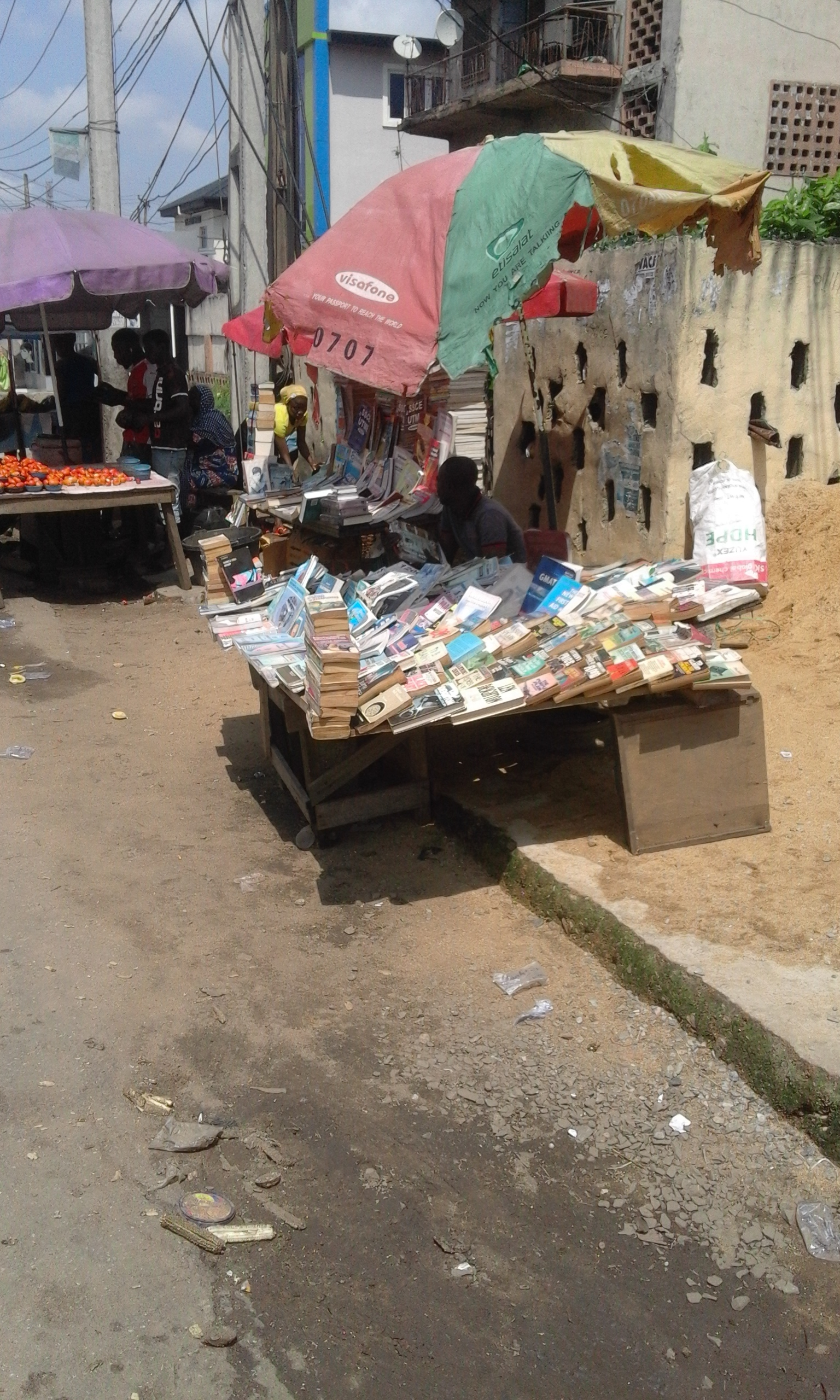
Handel mit Gebrauchtbüchern in den Armenvierteln von Fadeyi, Lagos (Nigeria)

Das Scheitern der mit der Dekolonisierung und den Befreiungsideologien verknüpften Hoffnungen führte dazu, dass sich seit etwa 1990 afrikanische Autoren verstärkt wieder Europa (und nun auch den USA) zuwandten und begannen, für einen internationalen Markt zu schreiben. So entsteht afrikanische Literatur heute auch in Frankreich, Großbritannien, den USA, Kanada oder Italien. In jüngerer Zeit gewinnen die Themen Exil und Migration an Bedeutung, während traditionelle afrikanische Themen und koloniale Traumata an Relevanz verlieren. Die afrikanische Literatur gewinnt eine transkulturelle, ja interkontinentale Dimension, da sich viele Literaturschaffende souverän zwischen Afrika, Europa und Amerika hin- und herbewegen. Daher postuliert nicht nur die britische Schriftstellerin Taiye Selasi mit Wurzeln in Ghana und Nigeria, dass es keine „afrikanische Literatur“ gebe: Die Annahme einer afrikanischen Literatur sei nur ein Indiz für die Fortexistenz postkolonialen Denkens. Tatsächlich seien die afrikanischen Autoren heute „Afropolitaner“, also Weltbürger mit afrikanischen Wurzeln. Viele von ihnen haben die Erfahrung der Globalisierung im eigenen Lande bereits gemacht und sich dort sogar als Fremde gefühlt, noch bevor europäische Autoren diesen Begriff kannten.
Doch erscheint auch die Zuordnung der vielfältigen, sprachlich sich differenzierenden neueren afrikanischen Literaturen und der in der Diaspora lebenden Autoren zu den Literaturen der Sprachräume der ehemaligen Kolonialmächte als eine unzulässige Vereinnahmung, zumal die von den Autoren genutzten europäischen Sprachen zunehmend „afrikanisiert“ werden.
Erst recht schwierig ist eine Zuordnung „nationaler“ Literaturen zu den jungen entkolonisierten afrikanischen Staaten. Zwar lassen sich regionale Schwerpunkte einer frühen Literaturproduktion in der zweiten Hälfte des 20. Jahrhunderts wie Nigeria, Ghana oder Mali benennen, doch können nur wenige afrikanische Staaten heute die institutionellen Grundlagen eines Literaturbetriebs und -vertriebs über die Märkte einigermaßen sicherstellen. Dies ist nicht vor allem der Unfähigkeit oder Korruption der Eliten geschuldet, sondern weil „der Staat“ in Afrikas vorkolonialer Zeit meist eine unbekannte Erscheinung war. Nur die Länder, in denen zentralisierte vorkoloniale Staaten existierten, wie bei den Yoruba oder in Mali, stellten oder stellen heute noch hinreichende öffentliche Güter wie Erziehung, Gesundheit und Infrastrukturen bereit, die eine Verbreitung der Literatur im Inland erlauben. Da diese öffentlichen Güter immer wieder durch Bürgerkriege und andere Rückschläge gefährdet sind, sind viele Autoren gezwungen, nach Europa oder Amerika auszuweichen. Zudem finden sich auch in Ländern, in denen viele Buchläden existieren, wie in Nigeria vor allem „Bibeln und Korane, spirituelle Publikationen, Schulbücher oder Businessratgeber sowie zerlesene Second-Hand-Thriller und Groschenroman“ in den Auslagen. Angesichts immer noch hoher Analphabetenquoten spielen in vielen Regionen Radio, Fernsehen und das Internet eine weitaus größere Rolle als Bücher, wobei der Einfluss der staatlich gelenkten Medien seit den 1990er Jahren sinkt.
Die Arabische Literatur der nordafrikanischen Völker und Staaten wird wegen der großen sprachlichen Homogenität der gesamten arabischen Welt nicht zur afrikanischen Literatur gerechnet. Wichtige nordafrikanische Autoren des 20. Jahrhunderts, die in arabischer Sprache schrieben, waren Abu al-Qasim asch-Schabbi (Aboul Kacem Chebbi), der tunesische Nationaldichter, und Mohamed Choukri, ein marokkanischer Berber (Das nackte Brot, dt. 1986). Unter den Autorinnen ist Hadjer Kouidri hervorzuheben, die 2014 den nach dem sudanesischen Schriftsteller benannten Taleb-Salih-Preis für den besten arabischen Roman erhielt. Die erste Sammlung von Kurzgeschichten in Darija, dem marokkanisch-arabischen Dialekt, schrieb Youssouf Amine Elalamy (* 1961).

## Mündliche Literatur in autochthonen Sprachen
Die mündlich überlieferte Erzählkultur (Oralliteratur) in den autochthonen afrikanischen Sprachen hat vielfältige Formen. Märchen und Fabeln sind Allgemeingut, während die Heldenepen und Chroniken unter Barden weitergegeben werden. Zu diesen Barden oder Spielleuten gehören beispielsweise die Griots der Yoruba, die früher an Königshöfen angestellt waren. Auch heute noch verdienen sich einige Barden mit dem Singen von Chroniken und Preisgesängen bei Festen ihren Lebensunterhalt. Zahlreiche Genres, die verbunden mit Musik oder Tanz aus verschiedenen Anlässen nach festen Regeln, aber mit dennoch hoher Kreativität vorgetragen werden, können dabei unterschieden werden. Die Texte werden – oft in naivem Ton – von einem homodiegetischen Erzähler vorgetragen, was häufig auch in modernen schriftlichen Erzählungen begegnet.
Die schwarzafrikanische Kultur ist zwar nicht grundsätzlich schriftlos. Schriftsysteme wie die Tifinagh- und die Nsibidi-Schrift haben sich für die Überlieferung der Volksliteratur jedoch als unpraktisch erwiesen. Janheinz Jahn kommt in Muntu. Umrisse der neoafrikanischen Kultur zu dem Schluss, dass die Wiedergabe mit einer Sprechtrommel einer schriftlichen Aufzeichnung gleichwertig und dem tropischen Klima, das Papier schnell verrotten lässt, besser angepasst sei. Eine schriftlose Kultur sei nicht zwingend weniger fortgeschritten, sondern besitze Werte, die in Schriftkulturen verloren gegangen seien.
Die ersten Aufzeichnungen und Übersetzungen mündlicher afrikanischer Literatur sind unter anderem Hermann Baumann, Leo Frobenius und Robert Sutherland Rattray zu verdanken. Den Erzählungen und Liedern galt neben den Sprachstudien das Hauptinteresse der Ethnographie, bis die Analyse der Sozialstruktur das Studium der Volksliteratur verdrängte. Danach befassten sich ethnologisch nicht geschulte Missionare mit ihr, soweit sie sie verstehen konnten. Auch Frobenius selbst, der von 1904 bis 1935 zwölf Forschungsexpeditionen durch ganz Afrika unternahm, verstand keine afrikanische Sprache. Er ließ sich die Geschichten von den Erzählern der umliegenden Dörfer vortragen und hatte Übersetzer, die sie auf Englisch oder Französisch übertrugen. Seine deutschen Übersetzungen, beispielsweise die Heldenepen Pui und Dausi, veröffentlichte er ohne Originaltext in mehreren Sammelbänden.
Der Rhythmus spielt nicht nur in der Musik und oralen Tradition Subsahara-Afrikas eine große Rolle, sondern auch in der neueren Dichtung der sich rasch wandelnden postkolonialen afrikanischen Gesellschaften (so bei Chinua Achebe). Nicht immer gelingt es, ihn auch in Übersetzungen zu erhalten.
Die meisten der in Berbersprachen, vor allem in Tamaziɣt mündlich tradierten Poeme und Gesänge gingen seit den 1960er Jahren verloren. In den letzten Jahrzehnten gab es Versuche zur Wiederbelebung dieser Traditionen. In Algerien erwarb sich der Sänger Mohamed Ben Hanafi (Mohamed Aït Tahar, 1927–2012) durch seine Sendungen im zweiten Programm von Radio Algerien und von ihm neu verfasste populäre Liedtexte große Verdienste um den Erhalt der kabylischen Tradition. Seit dem Ende des 20. Jahrhunderts erfolgt die Entwicklung einer eigenständigen kabylischen Literatur. Die Poesie der anderen von Berbern besiedelter Regionen wurde fast ausschließlich in französischer Übersetzung schriftlich fixiert.

## Historische Literaturen

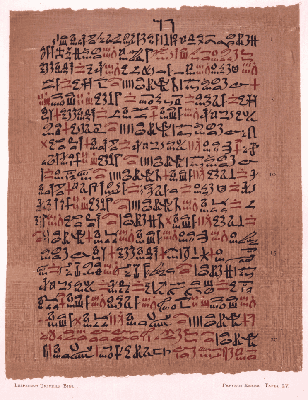
Der Papyrus Ebers

### Ägypten
Die altägyptische Literatur von ca. 2800 v. Chr. bis 300 n. Chr. ist in vielfältigen Formen überliefert. Die verwendeten Sprachen sind die Alt-, Mittel- und Neuägyptische Sprache sowie das Demotische. Da die Literatur nach dem Untergang der altägyptischen Kultur nicht durch Abschreiben überliefert wurde, beschränken sich die heutigen Kenntnisse auf archäologische Funde. Die ältesten Zeugnisse aus dem Alten Reich sind die religiösen Pyramiden- und Sargtexte und die Autobiographien, aus dem Mittleren Reich sind der Ipuwer-Papyrus oder die Geschichte von Sinuhe bekannt. Aus dem Neuen Reich sind auch Kriegstagebücher und Briefe überliefert (Papyrus Anastasi I), sowie die neu begründete Jenseitsliteratur, die sich, wie beispielsweise das bekannte Totenbuch, auf das Leben nach dem Tod bezieht. Daneben existierte offenbar eine reichhaltige mündliche Literatur fort, so in Mythen, Legenden, Tiergeschichten, Arbeitsliedern. Zu den nicht-religiösen oder -kultischen Schriften gehörten Erzählungen, Dialoge, Sprüche, Autobiographien. Gattungen wie Epos, Drama oder der Mehrpersonenroman waren unbekannt.
Der jüngste Dialekt des Ägyptischen, das Koptische, die Umgangssprache des einfachen Menschen, wurde seit dem 10. Jahrhundert durch das Arabische verdrängt; in Oberägypten hielt er sich länger. Das umfangreiche Schrifttum in koptischer Sprache besteht überwiegend aus Abschriften des Alten und Neuen Testaments, Heiligengeschichten und liturgischen Büchern. Daneben existierte eine volkstümliche Unterhaltungsliteratur.

### Altäthiopische Literatur
Bis ins 19. Jahrhundert war die Literatur Äthiopiens in altäthiopischer Sprache (in der südsemitischen Kirchensprache Ge’ez) verfasst. Das vorwiegend christliche Schrifttum der frühen Epoche vom 4. bis zum 7. Jahrhundert umfasst die Inschriften aus dem Reich von Aksum sowie aus dem Griechischen übersetzte Werke wie die Bibel. Einige Pseudoepigraphen wie das Buch Henoch, das auf eine vorchristliche apokalyptische Schrift zurückgeht, und das ebenfalls jüdische Jubliäenbuch sind nur in Ge’ez vollständig erhalten.

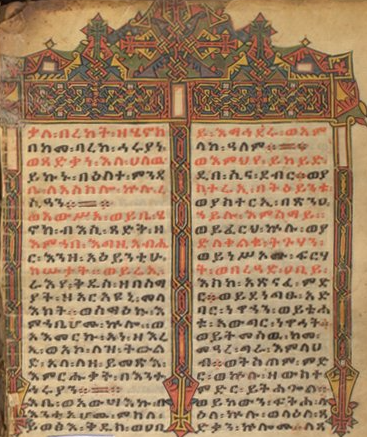
Beginn des äthiopischen Henochbuches in der Handschrift Gunda Gunde 151 (15. oder 16. Jahrhundert)

Seit dem 13. Jahrhundert wurden zahlreiche Werke aus dem Koptischen über arabische Übersetzungen vermittelt. Das gilt auch für kirchliche, liturgische und hagiographische Schriften: Das Nationalepos Kebra Negest („Herrlichkeit der Könige“) – ein gewaltiger, aber uneinheitlicher Legendenzyklus aus dem 13. Jahrhundert – erzählt die Abstammung des Begründers des äthiopischen Herrscherhauses Menelik von König Salomo und der Königin von Saba. Das Werk wurde schon im 16. und 17. Jahrhundert ins Portugiesische übersetzt. Das um 1450 aus dem Arabischen übersetzte Fetha Negest („Recht der Könige“) diente als Gesetzeskodex und blieb bis 1931 offiziell in Kraft. Das Arganona weddase ist ein Marienoffizium, eine Sammlung von Predigten über Marienvita aus dem frühen 15. Jahrhundert. Außerdem sind die Chroniken der äthiopischen Könige erwähnenswert.
Die Auseinandersetzung mit dem Islam und den portugiesischen Missionaren brachten im 18. Jahrhundert eine reiche theologische Streitliteratur vor allem in den Klöstern um Gonder hervor. Die von Klerikern gepflegten und in der Liturgie verwendeten Hymnen (Kene) weisen ein kompliziertes Metrum und eine kunstvolle Rhetorik auf. Bis ins 20. Jahrhundert wurden noch einzelne philologische Werke und Chroniken in Ge’ez abgefasst. Zu den wichtigsten Ge’ez-Poeten zählt Alaqa Taye Gabramariam (1861–1924).
Viele Texte in Afaan Oromo, der Sprache der Oromo, die bis ins 16. und 17. Jahrhundert zurückgehen und in Klöstern aufbewahrt wurden, sowie die mündlich überlieferten Legenden sind nie editiert worden, da die Kultur der Oromo stets von der Amharisierung bedroht und die Sprache unter Haile Selassie aus der Öffentlichkeit verbannt war. Wichtigstes Werk aus dieser Zeit ist eine Geschichte der Galla (Zenahu LeGalla, 1593) des Mönchs und Ethnographen Bahrey, das kritische Reflexionen über Macht, Freiheit, Vernunft und Gewalt enthält.
Die ältesten schriftlichen Zeugnisse in Tigrinya – der heute wichtigsten Sprache Eritreas – gehen auf das 13. Jahrhundert zurück. Seit etwa 1830 gibt es gedruckte Missionsschriften.
Dominierende Literatursprache der Gegenwart ist jedoch Amharisch.

### Die Berber-Literatur des Maghreb

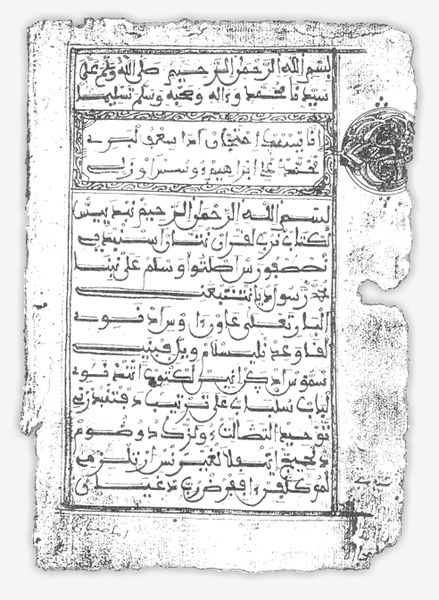
Erste Seite des Manuskripts eines Textes von Muhammad Awzal (18. Jahrhundert)

Die libysch-berberische Buchstabenschrift ist wohl 3000 Jahre alt, doch die erste Urkunde in libysch-berberischer mit punischer Übersetzung aus dem numidischen Reich stammt aus dem Jahr 149 v. Chr. Literarische Spuren in berberischer Sprache sind jedoch nicht erhalten. Durch den Einfluss des Lateinischen und Punischen wurden die Berbersprachen zurückgedrängt und durch die arabische Invasion in eine Reihe von Sprachinseln zersplittert. Doch wurde der erste „häretische“ – weil nicht in arabischer Sprache verfasste – Koran von Sālih ibn Tarīf bereits im 8. Jahrhundert in Berbersprache übersetzt, vermutlich aber in arabischer Schrift. Religiöse Texte in einer frühen Form des Taschelhit oder Shilha, einem Berberdialekt Südmarokkos, überliefert.
Das mündlich tradierte Geistesgut ist weit umfangreicher. Ihre Blütezeit erreichte die Taschelhit-Poesie in der frühen Neuzeit; ihre kunstvollen Werke wie die des fahrenden Sängers Sidi Ḥammu (Sidi Hamou) aus dem 16. oder 17. Jahrhundert wurden mündlich tradiert, sind aber heute noch in Marokko beliebt. Gesammelt und ins Französische übersetzt wurden 575 Werke dieser typischen Beduinendichtung im 19. Jahrhundert durch den französischen Offizier und Priester Charles de Foucauld. Das Meisterwerk der Shilha-Literatur ist ein eschatologischer Text von Muhammad Awzal (1680–1758) in Versen (Baḥr al-Dumūʿ, „Ozean der Tränen“, 1714), der ins Englische und Französische übersetzt wurde.

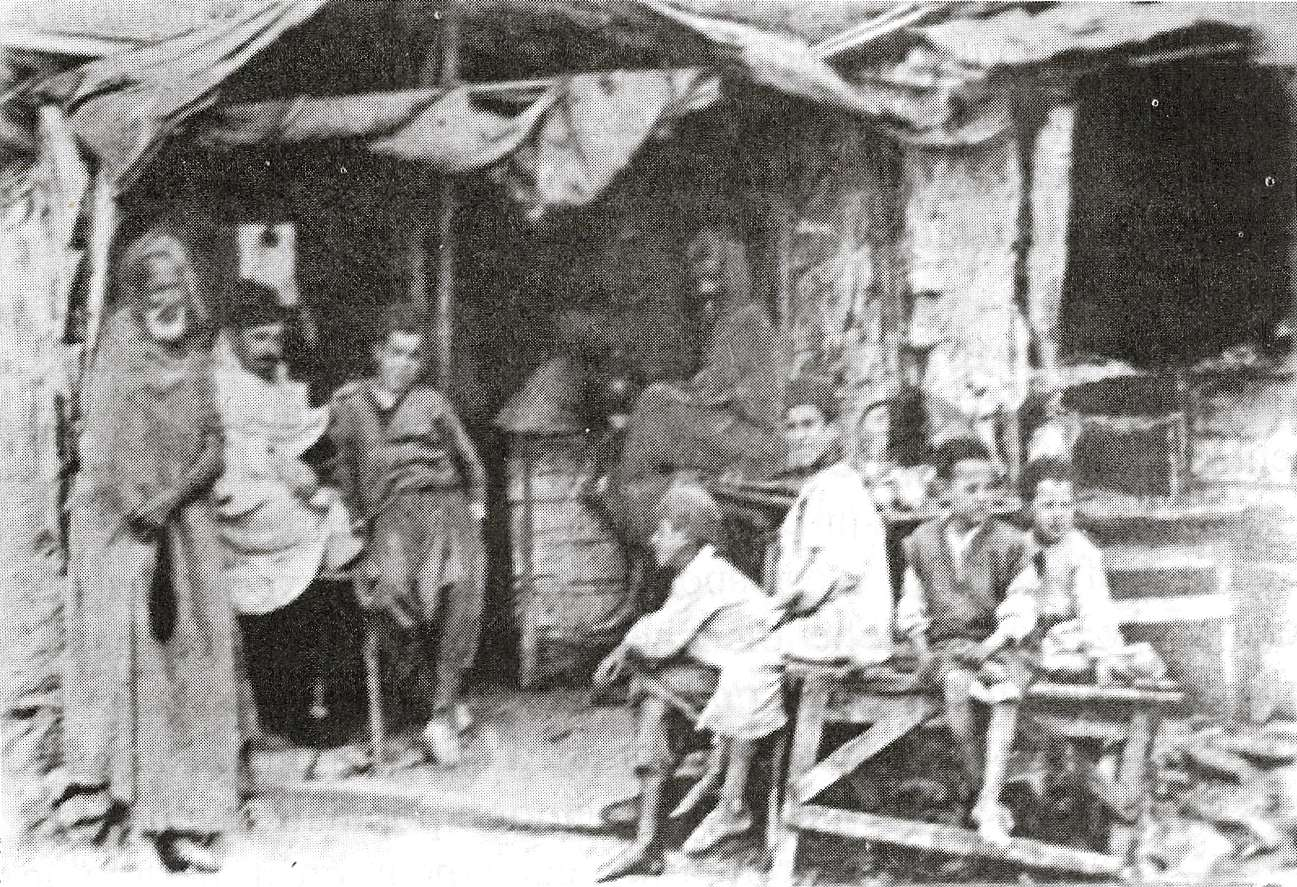
Si Mohand ou-Mhand (vermutlich) links mit Bart und dem obligatorischen Tabaksbeutel

Der algerische Kabyle Si Mohand ou-Mhand (ca. 1848–1905), der sich 1871 am Kabylenaufstand beteiligt hatte und sich als Tagelöhner durchschlagen musste, nachdem seine gesamte Familie enteignet worden war, verfasste viele Asefra (Plural isefru) mit je drei Strophen und einem Sonett-ähnlichen Reimschema: AAB AAB AAB. Dabei haben die drei Verse jeder Strophe 7, 5 und 7 Silben. Seine Gedichtzeile a nerrez wal’a neknu („Ich beuge mich, aber ich breche nicht“) wurde 1980 zum Motto des Kampfes der algerischen Berber um die Anerkennung ihrer Sprache.
In Marokko galt das Druckverbot für Amazigh bis in die 1980er Jahre; seit 2011 ist Amazigh durch die Verfassung geschützt. Erst 2016 wurde Tamazight auch in Algerien Amtssprache, nachdem es bereits seit 2002 in Schulen und öffentlichen Medien verwendet wurde. Nach 2010 mehrte sich auch in Tunesien der Ruf der Berber-Minderheit nach stärkerer Berücksichtigung ihrer Sprache in der Öffentlichkeit.

## Neuere Äthiopische Literatur

### Amhari

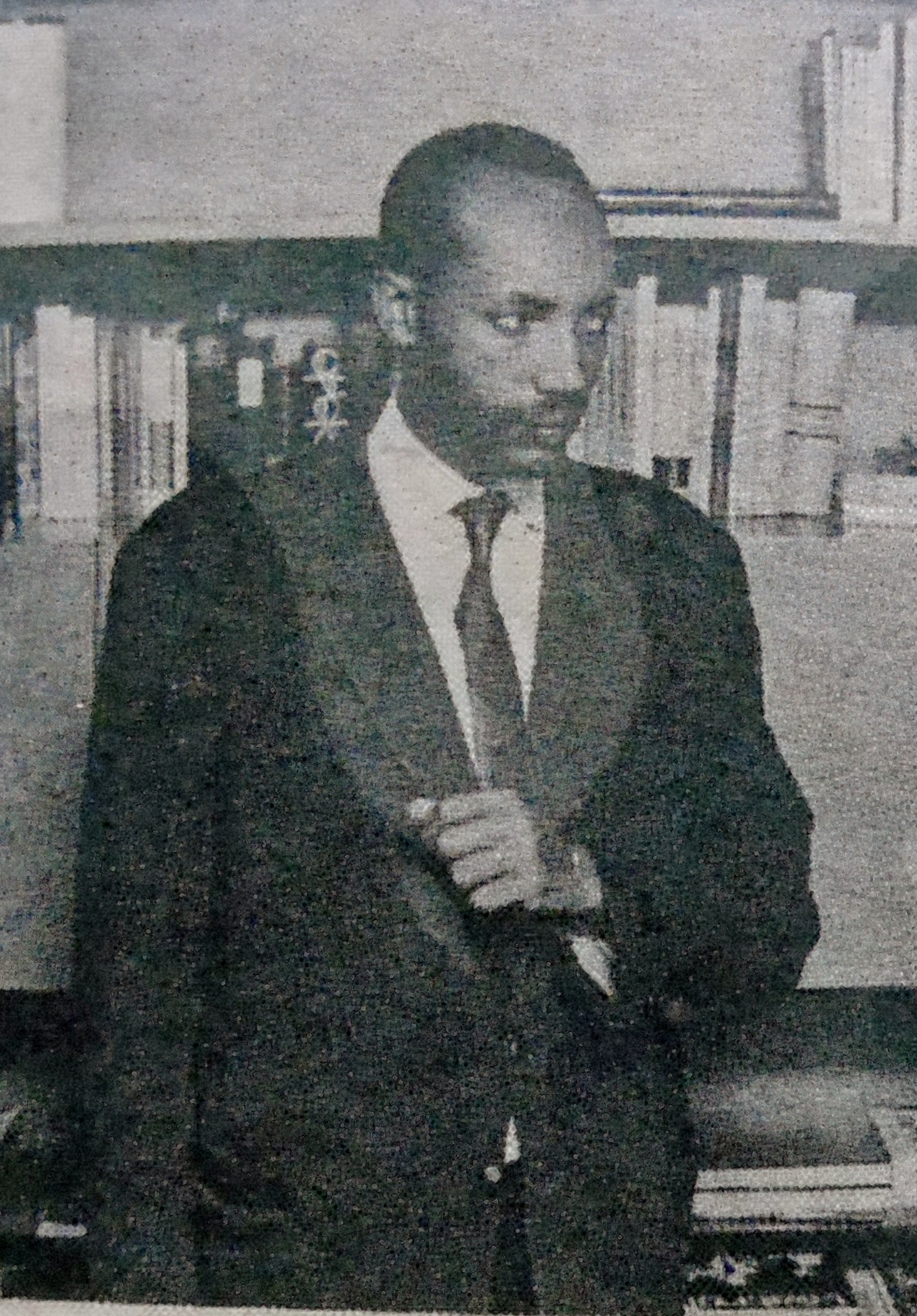
Tsegaye Gabre-Medhin (um 1960)

Die ältesten amharischen Lieder stammen aus dem 14. Jahrhundert; eine Buchproduktion in amharischer Sprache setzte jedoch erst unter Tewodros II. nach 1860 ein. Ein wichtiger Amhari-Autor war Hiruy Walde Selassi († 1938). Während der italienischen Besetzung wurden viele Angehörige der Intelligenz ermordet. Nach dem Ende der Besetzung 1941 wurde die Produktion von patriotischen Texten in Amhari durch das Kaiserhaus gefördert. Tekle Tsodeq Makuria verfasste solche moralischen und patriotischen Geschichten. Kebede Mikael (1916–1998) veröffentlichte Gedichte, Dramen, pädagogische Schriften und übersetzte Werke von Shakespeare elegant in Amhari. Der umfassend gebildete Bauernsohn Tsegaye Gabre-Medhin (1936–2006) verfasste schon als Schüler Dramen, schrieb später historische Romane und Geschichtswerke und übersetzte Shakespeare, Molière und Brecht ins Amharische. Er beherrschte auch Ge’ez. Nach der Revolution von 1974 war er zeitweise Vizeminister für Kultur und errichtete die Theaterfakultät an der Universität von Addis Abeba. Als Dialysepatient musste er später in den USA leben.
- Siehe auch: Amharische Literatur

### Oromo
Seit 1991 wird Oromo, die Sprache der Oromo (die früher oft abwertend Galla genannt wurden und erst allmählich eine neue kulturelle Identität aufbauen) mit lateinischen Buchstaben geschrieben. Die Diplomatin Mulu Solomon Bezuneh (* 1958) verfasst Gedichte in dieser Sprache, deren erste literarische Zeugnisse ins 19. Jahrhundert zurückreichen.

### Exilliteratur
Nach der Revolution und infolge des Äthiopischen Bürgerkriegs, der von allen Seiten brutal geführt wurde, entwickelte sich eine äthiopische Exilliteratur. Zu den bekannten Vertretern gehören Maaza Mengiste, die in den USA lebt („Unter den Augen des Löwen“, 2012), Hama Tuma (* 1949), ein heute in Paris lebender Dichter, Erzähler und Satiriker, sowie Dinaw Mengestu (* 1976), der schon in den USA aufgewachsen ist und in realistisch-unprätentiöser Weise das Leben äthiopischer Emigranten in den als rassistisch empfundenen USA schildert („Zum Wiedersehen der Sterne“, 2011; „Unsere Namen“, 2014). Nega Mezlekia (* 1958) lebt heute in Kanada. Er muss sich mit dem Vorwurf auseinandersetzen, dass seine Bücher weitgehend von einer Ghostwriterin geschrieben wurden.

## Eritrea
Literatur in Tigrinya aus Eritrea wurde zuerst vor dem Ersten Weltkrieg in Italien veröffentlicht. Meist handelte es sich um Fabeln, Liebeslieder und andere mündlich überlieferte Dichtungen. Zwischen 1942 und den frühen 1970ern gab es eine Art literarischer Blüte, die sich auf Zeitungen stützte. Eine Erzählung von Ghebreyesus Hailu über die von den Italienern zwangsrekrutierten Soldaten im Ersten Weltkrieg wurde 1927 geschrieben, aber erst nach dem Zweiten Weltkrieg gedruckt. veröffentlichte 1954 einen erzähltechnisch anspruchsvollen Roman über den Widerstand gegen die Italiener.
Tigre, eine semitische Sprache, die dem Tigrinya ähnelt, aber nicht damit zu verwechseln ist, wird heute in äthiopischer Schrift geschrieben und ist neben Tigrinya, Afar und Arabisch in Eritrea verbreitet. Es gibt kaum schriftliche Überlieferungen, aber ein umfangreiches mündlich tradiertes Liedgut. Entsprechend der früheren Lebensweise der Menschen als Nomaden handelt es sich um Preislieder, Totengesänge, Heldenlieder oder um Fabeln und Stammesüberlieferungen in Prosa. Der sprachliche Ausdruck ist oft sehr einfach. Angeblich ist 2007 in Eritrea das erste Buch in Tigre seit über 100 Jahren erschienen.

## Frankophone Literatur
Französisch wird in West-, Ost- und Nordafrika gesprochen, außerdem neben dem Arabischen und den Berbersprachen (z. B. Kabylisch) auch im gesamten Maghreb außer Libyen. Die radikale Verbreitung des Französischen im Schulunterricht der französischen Kolonien zur Durchsetzung des Programms der Assimilation im Namen von „Zivilisation“ und „Fortschritt“ konnte nicht verhindern, dass die afrikanischen Sprachen die Lebenswelt lange Zeit dominierten; sie bewirkte aber, dass sich die intellektuellen Eliten, die französischsprachige Schulen besucht hatten, in ihren Texten fast ausschließlich der französischen Sprache bedienten.
Die literarische Frankophonie wird heute verstanden als die außerfranzösische Literaturproduktion französischer Sprache. Sie deckt sich nur teilweise mit dem Raum der seit den 1980er Jahren zunehmend institutionalisierten Frankophonie, die seit 1997 von der Organisation Internationale de la Francophonie (OIF) repräsentiert wird. Beide sind jedoch eng miteinander verknüpft. Allerdings setzt in neuerer Zeit hieran Kritik von verschiedenen Seiten an: Einerseits wehren sich französischsprachige afrikanische Autoren gegen ihre Vereinnahmung als frankophone Autoren: Nur die wenigsten Bürger der Frankophonie sprechen im Alltag französisch. Auch werden die Organisation der Frankophonie als neokoloniale Instanz und der Begriff selbst als abwertend kritisiert; er impliziere die Überlegenheit des Mutterlandes gegenüber der Peripherie. Demgegenüber vertreten viele französischsprachige afrikanische Autoren die Position, dass es nur eine französische Literatur gebe. Das werde durch die Tatsachen unterstrichen, dass Paris das herausragende Zentrum der gesamten französischsprachigen Literaturproduktion ist und dass viele afrikanische Autoren mittlerweile in Frankreich leben. Gleichzeitig wird der Begriff der Frankophonie im Mutterland zumindest von offizieller Seite als Ausdruck einer erfolgreichen Dekolonisierung angesehen. Die Urheber des Begriffs im 19. Jahrhundert verbanden damit sogar die Vorstellung einer vollständigen Assimilation der Afrikaner.

### Frankophone Literatur des Maghreb
In Algerien, Marokko und Tunesien existiert eine frankophone Literatur – wenn man von der Literatur der Frankoalgerier wie Albert Camus oder Jules Roy und der Kulturpendler wie Isabelle Eberhardt (1877–1904) absieht – erst seit etwa 1950. Heute dominiert in Algerien, das stark durch die französische Einwanderung geprägt wurde und über keinen entwickelten Buchmarkt verfügt, der Anteil der frankophonen Literatur gegenüber der arabischen; in den Nachbarländern Marokko und Tunesien ist es umgekehrt. Allerdings sprechen hier die auf französischsprachigen Schulen ausgebildeten bildungsbürgerlichen Eliten oft besser Französisch als Arabisch; doch nimmt der Einfluss des Französischen ab und der des Englischen bei jüngeren Menschen zu, was sich in der Rezeption angloamerikanischer Literatur ausdrückt. Besonders in Marokko stehen sowohl die französische Schriftsprache als auch das Hocharabische in einem Spannungsverhältnis zu den mündlichen Traditionen der einheimischen Bevölkerung, die sich mittels regionaler arabischer Dialekte und Berbersprachen verständigt.

#### Die Anfänge

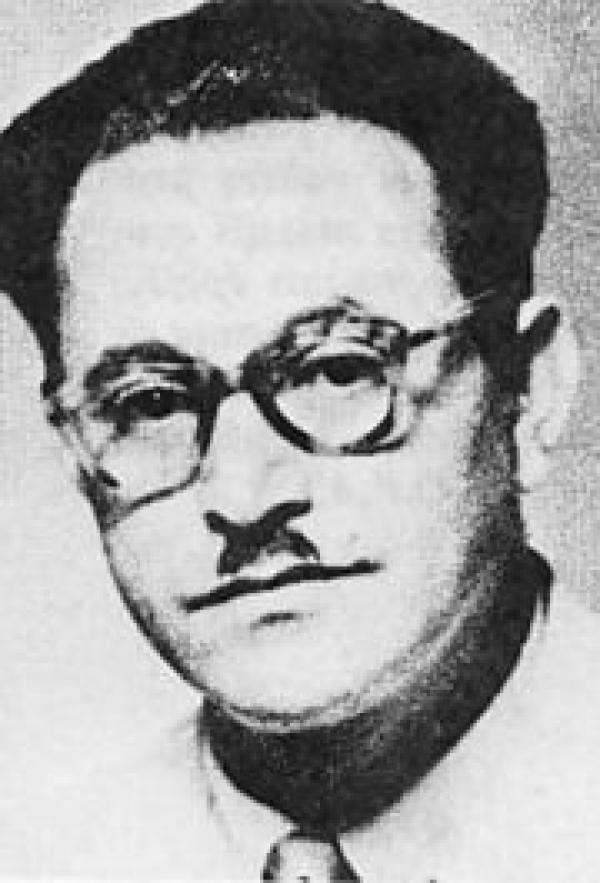
Mouloud Feraoun, ermordet von französischen Extremisten 1962

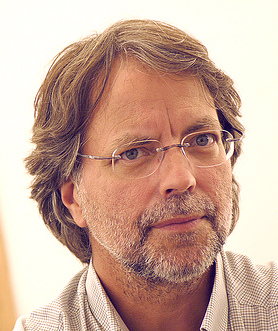
Mia Couto (2006)

Die Anfänge frankophoner maghrebinischer Literatur waren – abgesehen von den Gedichten von Jean Amrouche (1906–1962), einem in Tunis lebenden, aus der Kabylei stammenden Berber, und den Übersetzungen kabylischer Gedichte durch seine Schwester Taos Amrouche (1913–1976) – durch autobiographische Arbeiten und eine quasi ethnographische Selbstdarstellung gekennzeichnet. Wegweisend für diese Literatur der Selbstvergewisserung waren in Algerien Le fils du pauvre (1950) und La Terre et le sang („Vergeltung unter Tage“, 1953) von Mouloud Feraoun, der als Industriearbeiter in Frankreich gelebt hatte, in Tunesien La statue de sel (1953: dt.: „Die Salzsäule“, 2002), Agar (1955) und Portrait du colonisé, précédé de portrait du colonisateur (1957) von Albert Memmi, der seit 1946 überwiegend in Frankreich lebte, und in Marokko La boite à merveilles (1954) von Ahmed Sefrioui (1915–2004), ein Roman um die mythologische Figur des schlafenden Reiters aus der Perspektive eines Kindes. Vorgehalten wurde Sefrioui die Ignoranz gegenüber der kolonialen Situation Marokkos.
Eine wichtige Rolle für die Entwicklung der modernen marokkanischen Literatur spielte das hier bis 1977 verbotene Le passé simple (1954) von Driss Chraïbi, der seit 1945 in Paris lebte und mit den Zwängen der traditionellen marokkanischen Familie abrechnete. Mouloud Mammeri, ein algerischer Professor der Sprachwissenschaften, zeigte in seinen frühen Romanen in den 1950er Jahren den Zerfall traditioneller Sozialstrukturen im kolonialen Algerien auf, publizierte aber auch französischsprachige Nachdichtungen der Gedichte des algerischen Kabylen Si Mohand ou-Mhand. Eine wichtige Figur des literarischen Lebens der 1950er Jahre in Algerien wie in Frankreich war der Verlagsbuchhändler Edmond Charlot (1915–2004), dessen Buchhandlung 1961 durch Bomben der OAS zerstört wurde.
Da in Algerien bis 1962 nicht in Arabisch unterrichtet wurde, blieb Französisch lange Zeit die Literatursprache. Auf Arabisch wurden meist nur Kurzgeschichten veröffentlicht. Ende der 1950er und in den frühen 1960er Jahren trat in Algerien die Auseinandersetzung mit den Befreiungskriegen in den Vordergrund. Kateb Yacine trägt in seinem Meisterwerk Nejma (1956) und seinen späteren Texten der Erkenntnis Rechnung, dass die Verwüstungen der Kolonialgeschichte nicht mit Hilfe der von der französischen Literatur übernommenen Darstellungstechniken erfassbar sind. Er entwickelte eine experimentelle Synthese von Lyrik, Drama und Roman, in die auch interkulturelle Elemente und Techniken Faulkners wie auch der italienischen Neorealisten einfließen. Auf ähnlichem Niveau bewegt sich die Algerientrilogie von Mohammed Dib, die autobiographische Züge trägt. Sein Roman Qui se souvient de la mer (1956) enthält Elemente von Science-Fiction.

#### Seit der Unabhängigkeit der Maghreb-Staaten
Die unterschiedliche Dauer der Kolonialzeit und der Unterschied im rechtlichen Status als Protektorat oder Teil des Mutterlandes wirkt in der neueren Literatur fort. In Algerien ist nach 130 Jahren radikaler Kolonisierung und französischer Assimilationspolitik die arabisch-islamische Kultur verblasst. Die großen Städte wie Algier und Oran ähneln zum Verwechseln denen der gegenüberliegenden Seite des Mittelmeers. So dominiert in Algerien auch in der Literatur der frankophone Anteil gegenüber dem arabischen. In den beiden Nachbarstaaten ist es umgekehrt. Außerdem hat in Marokko die traditionelle orale Literatur überlebt. Und während die Kultur der Berber in Marokko weiterhin lebendig ist. wird sie in Algerien auch heute unterdrückt, jetzt allerdings zugunsten der Arabisierung des Landes. In Algerien ließ die französische Kolonialmacht nach ihrem Abzug eine postkoloniale Identität zurück, die sich durch Verwirrung und Hybridität auszeichnet, den Autoren jedoch auch den Zugang zum französischen Buchmarkt eröffnete.
Typisch für die heutige maghrebinische Literatur sind avancierte Erzähltechniken und sehr ernste Stoffe.
Frankophone tunesische Literatur seit 1956
Von Yacine beeinflusst zeigte sich auch der islamkritische tunesische Autor Abdelwahab Meddeb (1946–2014), der seit seiner Jugend in Frankreich lebte. Albert Memmi veröffentlichte mit 84 Jahren im Jahr 2004 sein (bisher) letztes Buch, Portrait des décolonisés (2004), ein „Porträt der Dekolonisierten“, in dem er sich kritisch mit der mentalen Unbeweglichkeit, kulturellen Rückständigkeit und Gewaltbereitschaft der muslimischen Einwanderer in Frankreich auseinandersetzt. 47 Jahre nachdem er das Porträt der Kolonisierten in ihrer Heimat und das der Kolonisatoren gezeichnet und mittlerweile zahlreiche andere Bücher über Migration und Rassismus verfasst hatte, erfuhr er viel Kritik für das neue Buch. Azza Filali ist Medizinerin, sie schreibt Romane und Kurzgeschichten und gilt als Leuchtturm der frankophonen tunesischen Literatur. Für den Roman Ouatann, der die Stagnation der Gesellschaft vor dem arabischen Frühling anhand der Sehnsüchte dreier Menschen schildert, erhielt sie 2012 den höchsten tunesischen Literaturpreis.

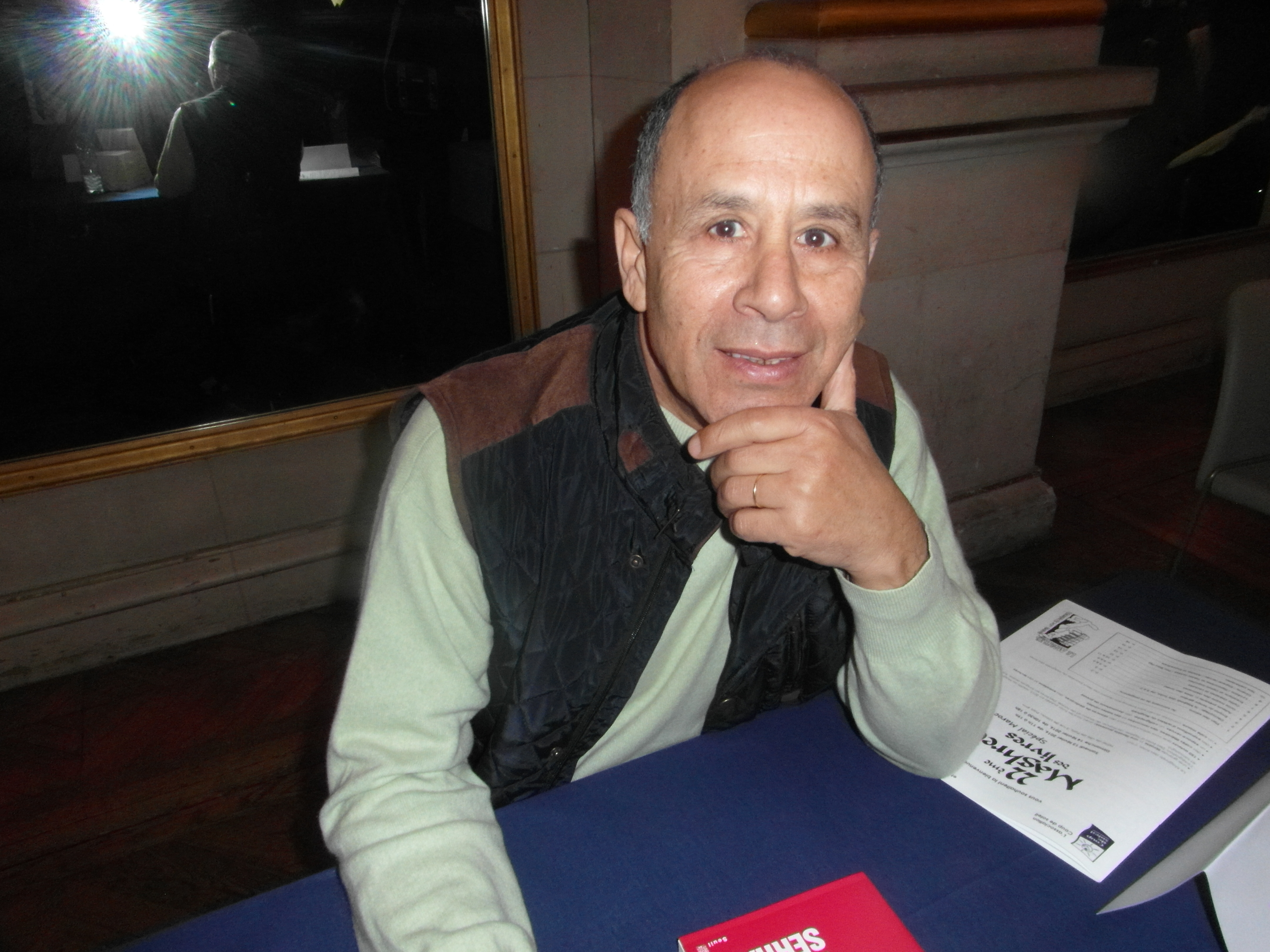
Abdelhak Serhane (2016)

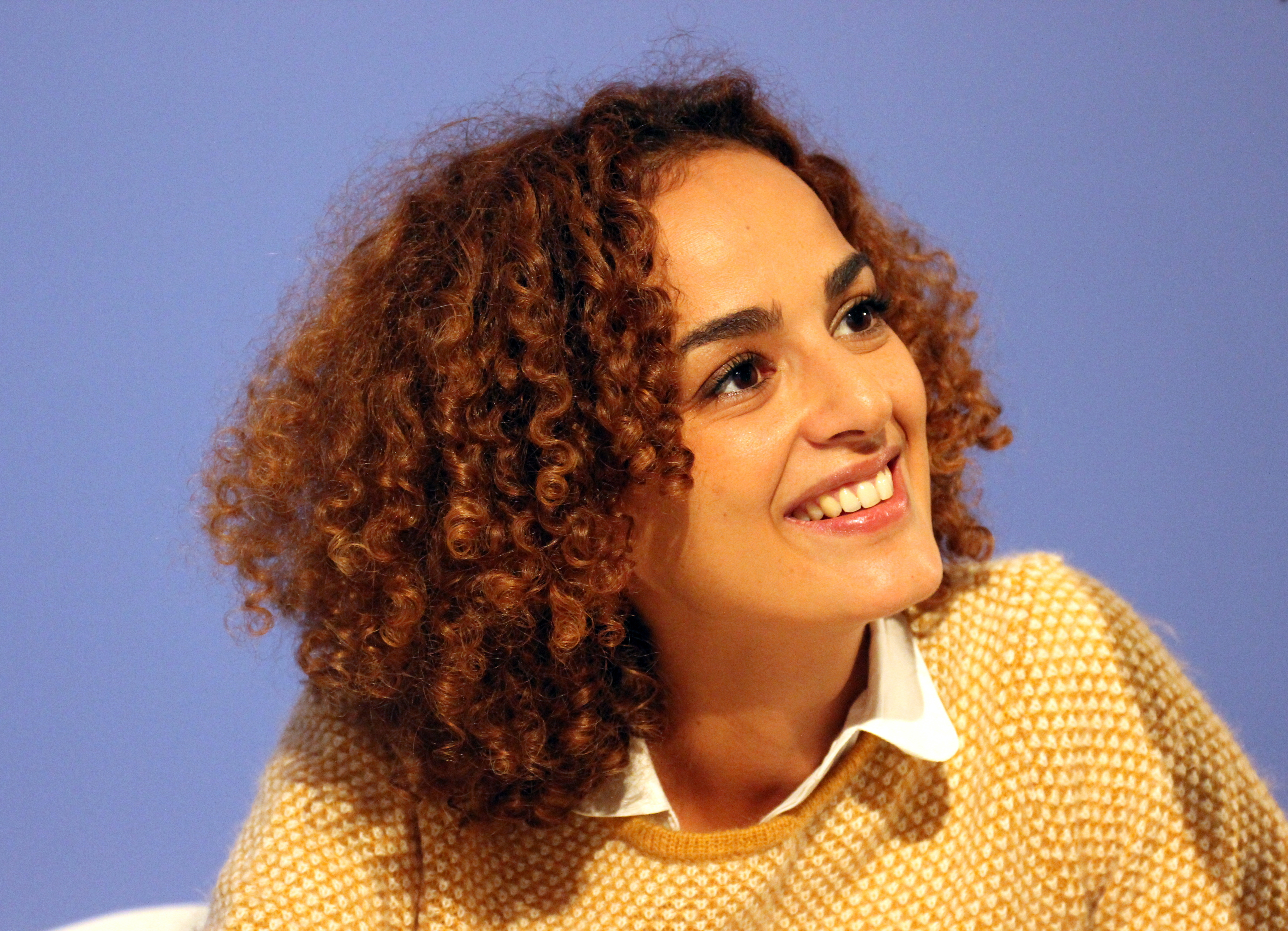
Leïla Slimani auf der Frankfurter Buchmesse (2017)

Frankophone marokkanische Literatur seit 1956
In den 1970er Jahren verstummte unter dem Regime Hassan II. der revolutionäre Elan jüngerer marokkanischer Autoren wie Abdelkebir Khatibi (1938–2009). 1972 wurden mehrere Mitglieder der Gruppe Souffles verhaftet. Der Erzähler, Romanautor (Messaouda, 1983) und Lyriker Abdelhak Serhane (* 1950), Psychologe und Kritiker von Polizeigewalt und Korruption unter dem Regime, ging nach Kanada und später in die USA ins Exil. Ben Jelloun (* 1944) behandelte in seinen Arbeiten im französischen Exil das Schicksal der Migranten und ihre Konflikte mit traditioneller Kultur in zurückhaltender Weise. Tahar Ben Jelloun (* 1944), der seit 1971 in Frankreich lebt, veröffentlichte in französischer Sprache mehrere Romane und politische Literatur über den Arabischen Frühling. Die Romane von Youssouf Amine Elalamy (* 1961) erzählen vom Schicksal von Flüchtlingen (Les clandestins, 2001; dt. „Gestrandet“, 2008) und Marokkanern in der Diaspora; sie wurden ins Arabische und mehrere andere Sprachen übersetzt. Leïla Slimani (* 1981) lebt in Paris; sie schildert entfesselte Sexualität aus einer weiblichen Perspektive. 2016 erhielt sie für ihren Roman Chanson douce (dt. „Dann schlaf auch du“, 2017) den Prix Goncourt.
Die Organisation der islamischen Welt für Bildung, Wissenschaft und Kultur ernannte Rabat zur Kulturhauptstadt der islamischen Welt 2022. In diesem Rahmen fand hier im Juni 2022 der 27. Internationale Buchsalon (SIEL) mit dem Schwerpunkt afrikanischer Literatur statt. Das Buch Mémoires d’une lesbienne von Fatima Zahra Amzkar wurde auf Druck des marokkanischen Kulturministeriums von der Messe zurückgezogen. Homosexualität wird nach marokkanischem Strafrecht mit Gefängnis von sechs Monaten bis zu drei Jahren bestraft.
Frankophone algerische Literatur seit 1962
Während die moderne frankophone tunesische und marokkanische Literatur heute teils noch durch islamische Themen beeinflusst sind, ist die algerische Literatur vollständig säkularisiert, doch musste sie sich seit dem Beginn dieses Jahrhunderts verstärkt der islamistischen Kritik erwehren. Mit der Erringung der Unabhängigkeit regte sich das Interesse an vorislamischen Kulturtraditionen. Zu dieser Bewegung gehört der 1938 geborene algerische Dichter und Romanautor Mourad Bourboune (Le Muezzin, 1968). Im Vordergrund stand aber in den späten 1960er und den 1970er Jahren die Aufarbeitung der postrevolutionären Zeit. So schilderte Rachid Boudjedra (* 1941), der später in arabischer Sprache schrieb, die Traumata seiner Jugend in La répudiation (1969) und analysierte die Widersprüche der nachrevolutionären Gesellschaft.
Boualem Sansal (* 1949) ist ein ehemaliger Staatsbeamter, dessen in Frankreich erscheinende Bücher in Algerien seit 2006 verboten sind. Er befasst sich heute vor allem mit historischen Stoffen z. B. über die Berberherrschaft oder über die Beteiligung des Sohnes eines deutschen Naziverbrechers am algerischen Unabhängigkeitskampf. Er gilt als Kritiker sowohl des Islamismus als auch der herrschenden Eliten in Algerien und der europäischen Doppelmoral im Umgang mit den arabischen Staaten. 2011 erhielt er den Friedenspreis des Deutschen Buchhandels. Seit 2024 befindet er sich in Haft.
Die Mann-Frau-Beziehung stellt ein Standardthema der Literatur des Maghreb dar, da aber nur von wenigen Autorinnen bearbeitet wird. Zu diesen gehört Assia Djebar (1936–2015), die aus einer Berberfamilie stammt und auch als Regisseurin tätig war. Ihre Bücher, die meist vom Leben der Frauen in Algerien handeln, wurden auch ins Deutsche und in viele andere Sprachen übersetzt. Djebar versucht, die Gedanken und Äußerungen der Berberfrauen, denen keine Schriftsprache zur Verfügung steht, auf dem Umweg über das Arabische, das sie erst spät erlernte, ins Französische zu übersetzen. Djebar musste zeitweise in Tunesien und seit 1990 dauerhaft in Frankreich leben; sie erhielt im Jahr 2000 den Friedenspreis des Deutschen Buchhandels. 2005 wurde sie als erste maghrebinische Autorin Mitglied der Académie française.
Unter dem Eindruck von Korruption, Machtmissbrauch und wegen des Bürgerkrieges verließen um 1990 auch viele frankophone Autoren das Land und gingen nach Frankreich, so u. a. der Theater-, Rundfunk-, Romanautor und Musiker Aziz Chouaki (* 1951). Bekannt wurde sein im Musikermilieu spielender Roman Etoile d’Alger.

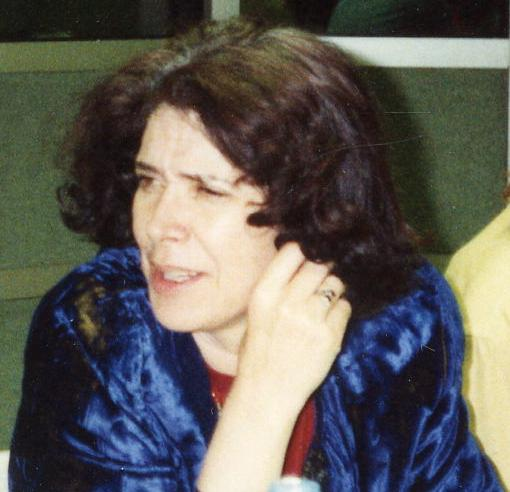
Assia Djebar (1992)

Der algerische Romanautor Tahar Djaout wurde 1993 aufgrund seiner Unterstützung des Säkularismus von Islamisten ermordet. Sein letzter Roman Le dernier été de la raison handelt vom Widerstand eines kleinen Buchhändlers gegen die Unterdrückung. Boualem Sansal schreibt nach seiner Entlassung aus dem Staatsdienst historische Romane, von denen einige ins Deutsche übersetzt wurden. 2011 erhielt er den Friedenspreis des Deutschen Buchhandels.
Die französischsprachigen algerischen Autoren sind heute durchweg Vertreter einer Exilliteratur. In Algerien wurde die französische Sprache immer wieder als Sprache der Kolonialisten denunziert, so von dem bedeutenden arabischsprachigen Autor Tahar Ouettar. Eine der wenigen Ausnahme stellt der frankophone Erzähler Kamel Daoud dar. Seine Fortschreibung von Albert Camus’ Der Fremde, der Roman Der Fall Meursault – eine Gegendarstellung (2014, dt. 2016) gibt dem anonymen ermordeten Araber in Camus’ Werk einen Namen und eine Biographie. Er erhielt 2015 den Prix Goncourt. In Deutschland publizierte regelmäßig Hamid Skif (1951–2011). Allerdings sind die Themen in der algerisch-arabischen Literatur ähnliche wie in der frankophonen: Bürokratie, religiöse Intoleranz, die blutigen 1990er Jahre und der Terrorismus.

### Afrika südlich der Sahara

#### Die Anfänge bis 1930
Vor 1960 gab es im südsaharischen Raum nur wenige afrikanische Intellektuelle, die Bücher in französischer Sprache verfassten. Zu ihnen gehörten der sich als Modernisierer und Befürworter einer Assimilationspolitik verstehende Lehrer Amadou Mapaté Diagne (1886–1976), Absolvent der Lehrerbildungsanstalt École normale William Ponty in Saint-Louis (Senegal), der 1920 die für den Französischunterricht benutzte Erzählung Le trois volontés de Malic über den märchenhaften Aufstieg eines Missionsschülers zum Hilfsmonteur veröffentlichte, ferner René Maran (1887–1960), ein französischer Kolonialbeamter von den Antillen, der in Ubangi-Schari arbeitete, als erster schwarzer Schriftsteller 1921 den Prix Goncourt für seinen kritischen Roman Boutala erhielt, daraufhin jedoch seinen Posten verlor, und Antoine Dim Delobsom (1897–1940) aus dem Französischen Sudan, ein Angehöriger des Volks der Mossi, der sich der christlichen Missionierung widersetzte.

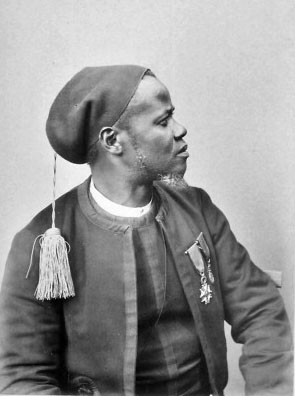
Ein Leutnant der Tirailleurs sénégalais (1889)

Die erste Generation frankophoner afrikanischer Autoren publizierte überwiegend in Afrika; einige der Autoren haben ihre Heimat nie verlassen wie z. B. der in Benin geborene Togolese Félix Couchoro (1900–1968). Von seinen 21 Romanen wurden nur vier in Buchform publiziert (zuerst L’eslave 1929); die anderen erschienen als Fortsetzungsromane in Zeitschriften. Wie andere wurde Couchoro indirekt von den Erfahrungen von über 200.000 schwarzafrikanischen Soldaten beeinflusst, die nach dem Ersten Weltkrieg aus Frankreich zurückkehrten und sich in politischen oder gewerkschaftlichen Gruppen organisierten. Einer von diesen war der senegalesische Schäfer Bakary Diallo (1892–1978), ein Analphabet, der 1926 seine Erlebnisse als Tirailleur sénégalais im Ersten Weltkrieg mit fremder Hilfe veröffentlichte. Er geht wie Candide als großes Kind durch die Welt, versteht weder den Krieg noch seine Ursachen, wird schwer verwundet, verehrt aber seine weißen Chefs. Die Reaktionen auf das Buch waren sehr unterschiedlich; meist wurde es als prokoloniale Propaganda begrüßt oder aus dem gleichen Grund kritisiert. Später wurde Diallo mit dem Orden der Ehrenlegion ausgezeichnet; die Wirkung des Buches schwand jedoch im Laufe der Zeit und Diallo starb 1979, ohne dass die Medien an ihn erinnerten.

#### Négritude
Die in den 1930er Jahren einsetzende Bewegung der Négritude ist eine politische und literarische Bewegung, die auf die afroamerikanische Bürgerrechtsbewegung von W. E. B. Du Bois sowie auf Einflüsse aus der französischsprachigen Karibik (in Haiti: Jean Price-Mars, 1876–1969) zurückgeht. Die Idee der Négritude war die Rückbesinnung auf afrikanische Kulturtraditionen und die Ablösung von Europa. Sie wurde zudem vom Sozialismus, vom Humanismus und von der deutschen Romantik beeinflusst, orientiert sich jedoch am kolonialen Kontext. Die Négritude beruft sich auch auf die Theorien von Leo Frobenius in seiner Kulturgeschichte Afrikas, was von einigen Afrikanisten als Missverständnis angesehen wird, aber auch auf Frantz Fanon und Albert Memmi, der sich bei seiner Definition von Judéity selbst am Négritude-Konzept orientierte.
Von den 1930er bis in die 1950er Jahre spielte neben der École normale William Ponty und den Gymnasien in St. Louis und Dakar auch das Collège Libermann in Douala (Kamerun) eine bedeutende Rolle für die Entwicklung der frankophonen afrikanischen Literatur. Hier studierte der Senegalese Léopold Sédar Senghor.

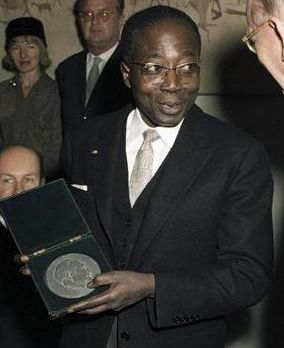
Léopold Sédar Senghor in Frankfurt (1961)

1934 gründete er gemeinsam mit dem Guyaner Léon-Gontran Damas und Aimé Césaire aus Martinique die Zeitschrift L’Etudiant Noir, deren Vorbilder die Crisis von der NAACP in den USA und die kommunistische Zeitschrift Légitime Défense in Paris waren. In der ersten Nummer benutzte Césaire den Begriff „Négritude“ und machte ihn durch sein Gedicht Cahier d’un retour au pays natal (1939), das als Beginn der literarischen Négritude gilt, bekannt. Senghor, Dichter und von 1960 bis 1980 auch erster Staatspräsident des unabhängigen Senegal, definierte die Négritude als „Gesamtheit der kulturellen Werte in der schwarzen Welt, wie sie sich im Leben, in den Institutionen und in den Werken der Schwarzen ausdrücken.“ Senghors Grundidee war eine Mischung der Kulturen, nicht eine Vorherrschaft europäischer oder afrikanischer Werte; er war beeinflusst von Frobenius’ organistischer Kulturmorphologie. Allerdings grenzte er das Konzept der Négritude auf Afrika ein.
Der Grund dafür, dass die Literatur Französisch-Westafrikas fast ausschließlich in französischer Sprache verfasst wurde, liegt vor allem in der konsequent frankophonen Schulbildung der Elite. Viele Arbeiten aus dieser Zeit wurden dennoch nur in Westafrika publiziert; die Debatten hatten also Selbstverständigungscharakter. Der durch die Négritude geprägte Senegalese Ousmane Socé Diop publizierte 1935 den fiktional-autobiographischen Roman Karim. Roman Sénégalais, in dem ein junger Mann das Leben an der Schnittstelle zweier Kulturen beschreibt. 1937 folgte sein zweiter, teilweise autobiographischer Roman Mirages de Paris über eine unmögliche Liebe zwischen einem Schwarzen und einer Französin. Die Form der mehr oder weniger fiktionalen Autobiographie bot diesen frühen Autoren Gelegenheit zu kulturpolitischen Reflexionen u. a. über die Auswirkungen der europäisierten Schulbildung anzustellen. Nur Senghor veröffentlichte auch Gedichte in Serer, seiner Muttersprache.
Die politische Orientierung am Kommunismus, an der sich Senghor nie beteiligt hatte, und die Einordnung der Négritude in die literarische Strömung des Surrealismus endete nach dem Zweiten Weltkrieg. Viele schwarze Soldaten kämpften in der Kolonialarmee Frankreichs und schüttelten dort die Illusion des weißen Übermenschen ab, die sie in der Schule von den Kolonialherren übernommen hatten. In der Folge verwendeten die Schriftsteller der Négritude vermehrt Begriffe aus westafrikanischen Sprachen und Motive der afrikanischen Mythologie.
Seit 1947 vertrat die von dem Senegalesen Alioune Diop gegründete, vierteljährlich erscheinende Zeitschrift Présence Africaine die Négritude, die sich auch als politisches Sprachrohr des Panafrikanismus verstand, in Paris. Zu den Autoren gehören vor allem Afrikaner in der Diaspora, aber auch Europäer und Amerikaner. 1948 wurde die Négritude in Europa bekannt, als Senghor die Anthologie de la nouvelle poésie nègre et malgache de langue française herausgab, zu der Jean-Paul Sartre das Vorwort Orphée noir schrieb. 1956 und 1959 fanden zwei Kongresse der frankophonen afrikanischen Schriftsteller in Paris und Rom statt, wo das Konzept der Négritude diskutiert wurde. Doch konnte es sich insbesondere in der Anglophonie nicht durchsetzen.
Albert Memmi trennte viel schärfer als Senghor schärfer zwischen der Gesamtheit der Schwarzen Menschen (Negrity), ihrer Kultur (in seiner Terminologie wäre der Begriff dafür Negrism) und ihrer subjektiven Identität, dem Lebensgefühl der Négritude. Dieses wäre allerdings erst aktiv herzustellen, zeigte doch das erste World Festival of Negro Arts in Dakar 1966 die Realität einer sozialen und geographischen Spaltung in brutal unterdrückte (Südafrika), arme oder weniger arme Menschen und Völker in Afrika und der Karibik, von den USA einmal ganz abgesehen.
Die Négritude formulierte die Forderung Retour aux sources! („Zurück zu den Quellen!“). Ein Thema ihrer Literatur war deshalb die Wiederentdeckung der Quellen der afrikanischen Kultur. Diese Kultur, die auf dem Land teilweise noch in traditioneller Weise vorhanden war, sollte jenen, die die Geisteshaltung der Europäer übernommen hatten, an die Quellen zurückführen. Die von den afrikanischen Schriftstellern bisher meist unbeachtete mündliche Literatur wurde gesammelt und ins Französische übersetzt, weitere Fabeln und Märchen nach dem Muster der überlieferten neu gedichtet. Dabei wurde der semiorale Stil oft beibehalten. Ein Beispiel dafür bietet der Senegalese Birago Diop mit seinen Sammlungen von Erzählungen Les contes d’Amadou Kouma (1947) und Nouveaux contes d’Amadou Kouma (1958), in denen die Grenze zwischen eigener Dichtung und der Überlieferung nicht mehr festzustellen ist. Aufgrund seiner genauen Kenntnis der Traditionen gestaltet er diese in französischer Sprache präzise nach, wobei auch seine wissenschaftliche Ausbildung als Tierarzt beiträgt.
Autobiographisch berichtete Laye Camara aus Guinea in seinem antikolonialen Roman L’enfant noir (1953; dt.: „Einer aus Kurussa“, 1954). In Le Regard du roi (1954, dt.: „Der Blick des Königs“) zeigt Camara – wohl in kritischer Anspielung auf Joseph Conrads Roman Herz der Finsternis – die Unzugänglichkeit und Undurchdringlichkeit Afrikas auf, so wie es sich nur den Augen der Weißen präsentiert:

„Es gibt Pfade! Wenn Sie sie nicht sehen – und weshalb sollten Sie sie sehen –, geben Sie nur Ihren Augen Schuld! Ein weißer Mann kann nicht alles sehen. Und er braucht auch nicht alles zu sehen, denn dieses Land ist kein Land der Weißen.“

Die Literatur der Négritude befasste sich auch mit den afrikanischen Königreichen. Auf der Suche nach einer Vergangenheit, die der Europas gleichwertig war, und die von den Kolonialherren stets abgetan worden war, stieß man in den 1940er und 1950er Jahren auf die sudanesischen Pyramiden und Königreiche, auf die frühen Staaten von Timbuktu, Ghana und Simbabwe. Die Darstellung der Größe und Bedeutung dieser Reiche war nicht selten überhöht. Der erste historische Roman, Doguicimi (1933) von dem Beniner Paul Hazoumé, behandelte das Königreich Dahomey, nach dem sich der Staat Benin benannte. Ibrahim Issa, ein Fulbe, verfasste mit Grandes Eaux Noires (1959) den ersten Roman eines Nigrers überhaupt. Der historische, noch etwas unbeholfene Roman behandelt die blutige Geschichte des nigrischen Sahel seit der Römerzeit. Nazi Boni aus dem heutigen Burkina Faso schrieb in Crépuscule des temps anciens (1962), einem ethnographischen Roman, die Chronik der Bwaba und wie auf die Bedrohung der traditionellen Werte seines Volkes hin. Ebenfalls der Négritude verpflichtet war sein Landsmann Roger Nikiema (Dessein contraire, 1967). Yamba Tiendrébéogo („Naba Abgha“, 1907–1982), ein Fürstensohn, Erzähler und Musiker aus dem Stamm der Mossi in Burkina Faso, sammelte und bearbeitete in den 1960er Jahren Erzählungen, Fabeln und Sprichwörter seines Volkes, das seine Traditionen im Königreich Wogdgo gegen den Islam behaupten konnte und heute noch einen spirituellen Führer in Ouagadougou hat.
Allerdings versäumten die Vorkämpfer der Négritude, die Entwicklung afrikanischer Sprachen als Literatursprachen zu fördern; unkonkret blieb auch, wie eine Förderung der afrikanischen Kultur genau aussehen könne.
Die Kooperation mit der Kolonialmacht auf dem Weg in die Unabhängigkeit seiner Heimat Mali suchte der Romanautor, Lyriker und Politiker Fily Dabo Sissoko (1900–1964), der nach der Unabhängigkeit 1962 verhaftet wurde und unter ungeklärten Umständen ums Leben kam. Marie-Claire Matip verband in ihrem kurzen Roman Ngonda ihre Erinnerungen an die Kindheit in einem Dorf mit der Auseinandersetzung mit den ländlichen Traditionen und stellte die Vorteile der westlichen Erziehung heraus. Das 1958 veröffentlichte Buch war das erste einer Kamerunerin überhaupt.

#### Antikoloniale Literatur
Anders als die Négritude wollte die antikoloniale Literatur der 1950er und 1960er Jahre das koloniale System unmittelbar erschüttern. Sie drückte sich vor allem im Roman aus. Frankophone Romanciers wie die Kameruner Mongo Beti und Ferdinand Oyono, der Senegalese Ousmane Sembène, der mit La Noir de … (1966) auch den ersten afrikanischen Spielfilm drehte, sowie Benjamin Matip und Jean Malonga aus der Republik Kongo thematisierten die Abhängigkeit von der Kolonialmacht, das Leiden der Emigranten in Frankreich und radikalisierten sich angesichts des französischen Desinteresses an Reformen. Sembène wandte sich von der Literatur ab, weil sich der Vorrat an afrikanischen Geschichten erschöpft hatte und durch französische Geschichten verdrängt wurde. Mongo Betis satirischer Roman Le pauvre Christ de Bomba (1956) über das zweifelhafte Wirken der Missionare, die immer auf der Jagd nach Fetischen oder verbotenen Tänzen waren, die doch angeblich der alleinige Grund dafür waren, warum die unverdorbenen, kurz vor dem Eintritt in den Himmel stehenden Afrikaner diesen Zugang nicht fanden, verursachte einen Skandal. Oyonos Anklage der Kolonialmacht bedient sich ebenfalls der Satire (Une vie de boy, 1956). Wie Beti wurde er auch aus der Missionsschule geworfen. Anders als die Anhänger der Négritude idealisiert er keineswegs die afrikanische Vergangenheit. Vielmehr zeigt er Verachtung für die Europäer, die sich für ein paar Flaschen Rot- oder Palmwein spontan improvisierte „Riten“ vorführen lassen. Allerdings beschreibt er auch seine Landsleute als defätistisch und servil, ja als Verräter (in Chemin d'Europe, 1960), wofür er kritisiert wurde.
Tchicaya U Tam’si aus der Republik Kongo, der mit seinem Vater seit 1946 in Paris gelebt hatte, ging 1960 als Mitarbeiter Patrice Lumumbas nach Kinshasa, musste aber schon 1961 wieder nach Frankreich zurückkehren, wo er den vom Surrealismus beeinflussten Gedichtband Le Ventre (1964) schrieb.

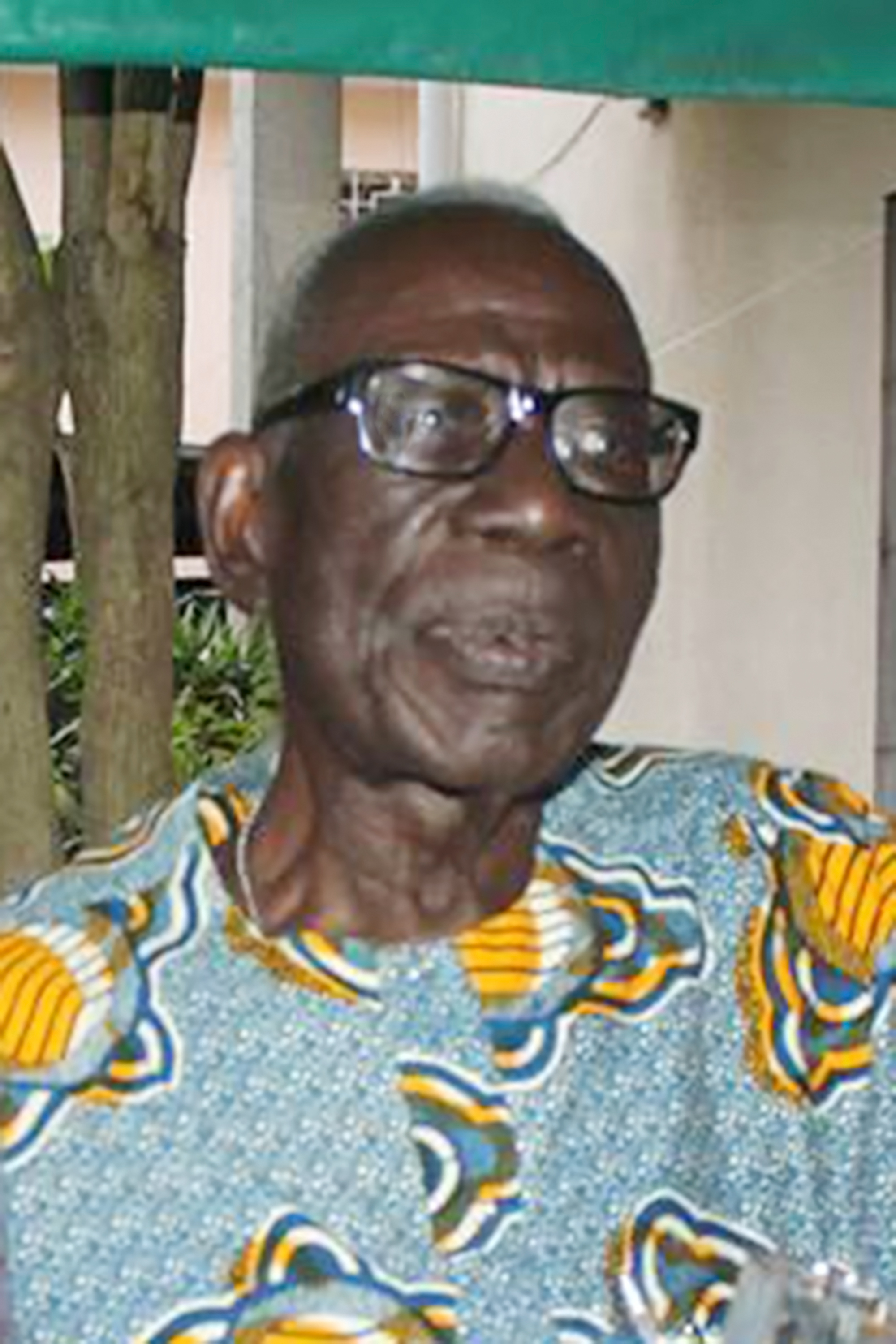
Bernard Dadié

Die Arbeiten dieser Autoren zielten auf die Veränderung der politischen Haltung der Leser. So schilderten die Romane häufig Einzelschicksale von Afrikanern, an denen die Diskriminierung durch weiße Geschäftsmänner, rassistische Kolonialbeamte oder Missionare deutlich wird. Die Parteilichkeit schloss eine differenzierte Darstellung keineswegs aus, wie Sembènes hervorragender Roman Holzstücke Gottes über den Streik der Eisenbahner 1947 unter der Kolonialherrschaft zeigt.
Kämpferisch präsentierte sich auch der Dramatiker, Erzähler und Sammler der Märchen seiner Heimat Bernard Binlin Dadié von der Elfenbeinküste, der während des Unabhängigkeitskampfes um 1950 inhaftiert wurde. In seinem Roman Climbié (1956) persifliert er die Kolonialbürokratie. Sein Gedicht Dry your Tears Afrika (Sèche Tes Pleurs, 1967) wurde von John Williams für Steven Spielbergs Film Film vertont.

#### Postkoloniale Literatur

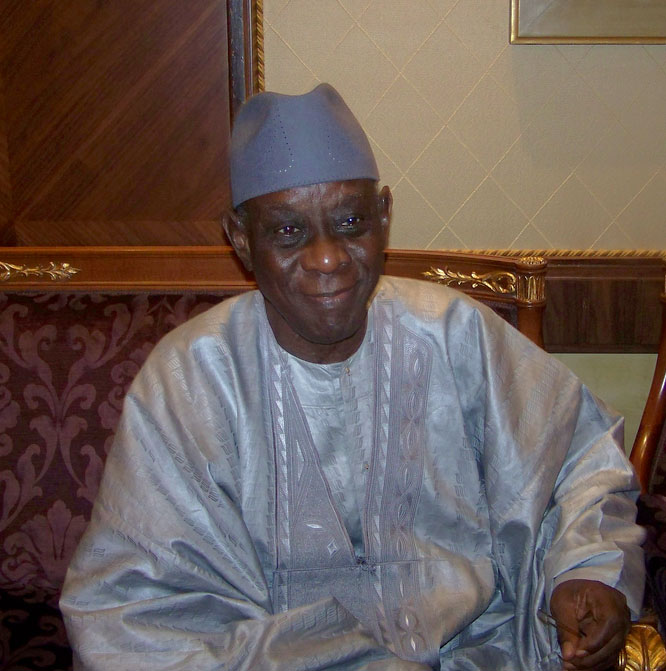
Cheikh Hamidou Kane (2008)

In den 1960er befassten sich die frankophonen Autoren nicht mehr mit den positiven afrikanischen Werten, sondern mit den Nachwehen des Kolonialismus und sozialen Gegenwartsproblemen; sie blieben jedoch meist in den französischen literarischen Diskurs eingebunden wie die Kameruner Mongo Beti und Jean Ikellé-Matiba (1936–1984). Letzterer lebte zeitweise in Frankreich und Deutschland. Sein Buch Cette Afrique-là (1963) rechnet mit der Kolonialperiode ab. François-Borgia Marie Evembé (* 1938), der aus einer katholischen Familie im Süden Kameruns stammt, prangert in seinem Roman Sur la terre en passant (1966) die zur Schau getragenen Privilegien und die arrogante Abgrenzung sowohl der einheimischen Ministerialbürokraten als auch der Weißen „Mafia der Unentbehrlichen“ in Kamerun an. Francis Bebey (1929–2001) betrachtet den ambivalenten Auflösungsprozess der traditionellen Großfamilie, in der die jungen Frauen auch für ihren Schwiegervater arbeiten mussten: Viele in der Stadt aufgewachsenen junge Kameruner meinen nun, eine Frau für sich allein zu haben, die man schlagen und „herumkommandieren konnte, sie gehen und kommen lassen konnte, wie es einem passt […] In der Stadt lernt der Mann aus dem Busch, was die Zeit und die Stunden bedeuten.“
Andere Stimmen artikulierten die Identitätsprobleme der nach Frankreich ausgewanderten oder dort studierenden Afrikaner. Dazu zählen das aus autobiographischer Sicht geschriebene, zum Klassiker gewordene Buch L’Aventure ambiguë (1961; dt. 1980 als „Der Zwiespalt des Sambo Diallo“) des tief im Islam verwurzelten Senegalesen Cheikh Hamidou Kane (* 1928), dessen Held den Verlust seiner islamischen und senegalesischen Wurzeln betrauert, und Kocoumbo, l’étudiant noir des von der Elfenbeinküste stammenden Gérard Aké Loba. Aus Benin stammt Olympe Bhêly-Quénum (* 1928). In seinem Roman Un piège sand fin (1960) zeigt er die Gefahren eines afrikanischen Fatalismus angesichts einer sich schnell modernisierenden Welt auf. Der fatale Glaube an rächende Götter und Monster ist Thema in Le chant du lac (1966).
Der Roman-, Kinderbuchautor und Theaterdichter Ahmadou Kourouma, ein in der Elfenbeinküste geborener Malinke, der seine Texte aus seiner Muttersprache selbst ins Französische übersetzt und dieses dem Rhythmus der Malinke-Sprache anpasst, durchlief teils freiwillig, teils unfreiwillig verschiedene Stationen in Frankreich und seinen Kolonien. Scharf kritisierte er die postkoloniale Entwicklung seines Landes in seinem ersten Werk Les Soleils des indépendances (Montreal 1968), für das er 1969 den Grand prix littéraire d’Afrique noire erhielt. Hauptfiguren sind ein Händler, dessen Geschäft durch die künstliche Grenzziehung der Kolonialherren und die anschließende Welle von Unabhängigkeitserklärungen ruiniert wird (gemeint sind die Elfenbeinküste und Guinea) und der im Gefängnis landet, sowie seine Frau, die zwischen traditioneller Religion, Fetischglauben und Islam hin- und hergerissen ist. Der Roman ist von Ironie ebenso wie von düsterer Symbolik durchzogen. Kourouma wandte sich entschieden von der Négritude ab, auch wenn er sich in der Erzähltradition der griots sieht. Eine „Absurdität“ stellt für ihn die „Ivoirité“ dar, die von Präsident Henri Konan Bédié vertretene Behauptung einer besonderen nationalen Identität der Elfenbeinküste mit ihren 64 Ethnien. Sein Roman En attendant le vote des bêtes sauvages (1998; dt. „Die Nächte des großen Jägers“) erinnert an die Blutspur, die der Diktator Gnassingbé Eyadéma in Togo hinterließ. Nach Kourouma wurde ein seit 2004 verliehener Literaturpreis des Genfer Kritikersalons benannt. In der neueren ivorischen Literatur finden Nouchi-Ausdrücke zunehmend Verwendung.
Auch der aus Mali stammende Amadou Hampâté Bâ forscht in seinen Lebenserinnerungen verlorenen Traditionen nach; doch sieht er die Kolonialherrschaft nur dann kritisch, wenn sie diese Traditionen ignoriert. Hingegen wandte sich der ebenfalls aus Mali stammende Yambo Ouologuem gegen den aus seiner Sicht unberechtigten Stolz der Négritude auf die afrikanischen Traditionen: Sein historischer, von Legenden und Mythen durchwobener Debütroman „Das Gebot der Gewalt“ (1968, dt. 1969) ist in einem imaginären westafrikanischen Königreich namens Nakem angesiedelt. Er ist ebenso ein Angriff auf die afrikanischen Herrscher, die ihre Untertanen als Sklaven verkauften, wie auf die Kolonialherren. Massa Makan Diabaté (1938–1988) aus Mali stammte aus einer alten Familie von Griots, sah jedoch den Verfall dieser Sängertradition, die zur „Bettelei“ heruntergekommen sei, sehr kritisch. Er überlieferte zahlreiche Geschichten, Sprüche, Lieder und spirituelle Vorstellungen der Mandinka in französischer Sprache. Sein Roman Le lieutenant de Kouta behandelt den Konflikt zwischen Tradition und Moderne am Beispiel eines in sein Dorf zurückkehrenden Kolonialoffiziers.
Die Auswirkungen der vorkolonialen Lebensformen auf die nachkoloniale Entwicklung Malis sind Gegenstand des Romans Le sang des masques (1976) des Arztes und Politikers Seydou Badian Kouyaté (1928–2018), den er im Gefängnis schrieb. Sony Labou Tansi (1947–1995, geboren im damaligen Belgisch-Kongo), gehörte wie Sylvain Bemba (1934–1995), der Redakteur der 1950 bis 1959 erschienenen Zeitschrift Liaison, zu den Mitbegründern des modernen (Straßen-)Theaters der Republik Kongo in Brazzaville. Beide wurden international bekannt und mit vielen Preisen ausgezeichnet. Bemba musste als Angehöriger der Kolonialverwaltung teilweise unter Pseudonym schreiben; er beeinflusste zahlreiche jüngere Autoren. Henri Lopès (Sans tam-tam 1977, Le pleurer-rire 1982), ebenfalls im belgischen Kongo geboren, kehrte 1965 aus Paris nach Brazzaville zurück, wo er als Bildungspolitiker, zwei Jahre lang als Premierminister der sozialistischen Regierung und später für die UNESCO tätig war. Als Minister der Republik Kongo war auch der bedeutende Lyriker Jean-Baptiste Tati Loutard (1938–2009) tätig, der trotz seiner zahlreichen Ämter fast 40 Jahre lang publizierte.
Wichtig für die Verbreitung der Arbeiten frankophoner afrikanischer Autoren wurden die 1972/73 von den Regierungen Senegals und der Elfenbeinküste unter Beteiligung französischer Verleger gegründeten Nouvelles Éditions Africaines (N.E.A.). Als Verbeugung vor Präsident Senghor erschienen 1973 zuerst seine Lettes d’hivernage, noch im gleichen Jahr gefolgt von François-Joseph Amon d’Abys bis heute weit verbreiteter Legendensammlung La mare aux crocodiles und Amar Sambs Abrechnung mit dem islamischen Dogmatismus: Matraqué par le destin: ou, La vie d’un Talibé. Das Mitglied der Académie Française Jean Dodo aus der Elfenbeinküste (Wazzi) sowie Biram Sacko und Ibrahima Sall waren einige von vielen weiteren Autoren, deren Arbeiten bei N.E.A. erschienen. Vereinzelt wurden auch Arbeiten nicht-frankophoner Autoren wie des Nigrers Idé Oumarou publiziert. Bemerkenswert war u. a. die Tatsache der Veröffentlichung von einigen Arbeiten des ersten professionellen Schriftstellers aus Mauretanien, Youssouf Gueye. In dem eklektischen Verlagsprogramm, das sich vor allem auch an europäische Leser richtete, spiegelte sich seit Ende der 1970er Jahre ein gewisser Pessimismus im Hinblick auf die Zukunftsperspektiven Afrikas. Auch in Europa ging das Interesse an afrikanischer Literatur zurück. Seit 1989 wurde der Verlag, der seine frühere Bedeutung verloren hatte, wieder ausschließlich vom Senegal betrieben (als N.E.A.S.). 1992 gründete die Elfenbeinküste gemeinsam mit ausländischen Investoren einen Nachfolgeverlag, die Nouvelles Éditions Ivoiriennes (N.E.I.).

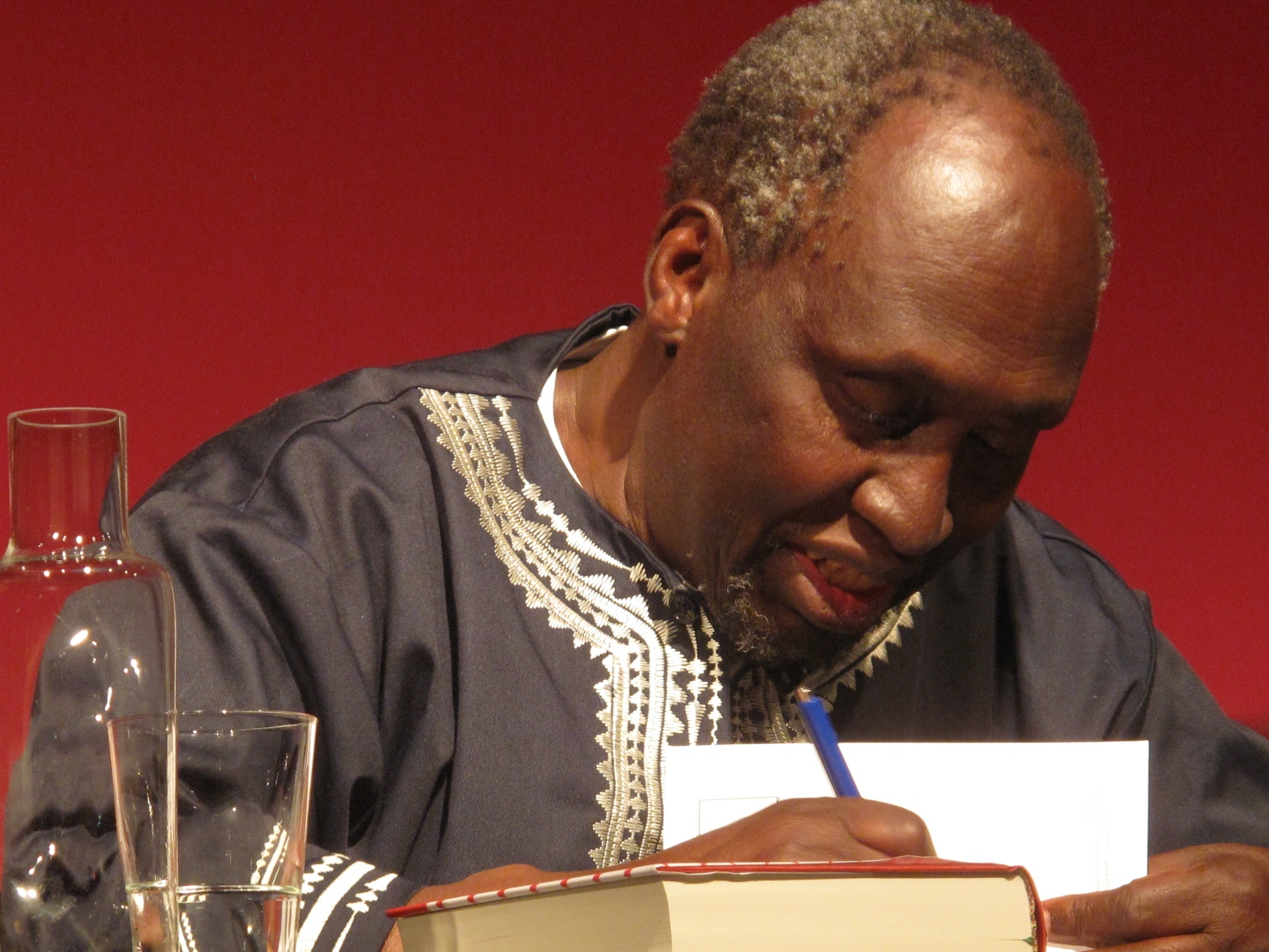
Ngũgĩ wa Thiong’o im Literaturhaus München (2012)

In Kamerun brach nach der Unabhängigkeit das literarische Schaffen zunächst weitgehend ab. In den 1970er Jahren begannen Kritiker von Kolonialismus und Diktatur wie Mongo Beti wieder zu schreiben. Er gründete 1978 gemeinsam mit seiner Frau Odile Tobner die bis 1991 bestehende Zeitschrift Peuples Noirs/Peuples Africains. Der zeitweise politisch verfolgte und inhaftierte Dichter, Romanautor und Dramatiker René Philombe gründete 1972 einen eigenen Verlag, durch den er seine lange ungedruckten Arbeiten veröffentlichen konnten. Im Zentrum seines Gedichtbandes Bürgerklage (dt. 1981) stehen die Folgen von Kolonialismus und Diktatur und die Armensiedlungen von Yaoundé, wo er selbst wohnte. Philombe begründete auch die Schriftstellervereinigung Kameruns.
Ahmadou Kourouma (1927–2003), ein ivorischer Fürstensohn aus dem Volk der Maninka, der lange im Exil lebte, beschreibt in Les Soleils des indépendances (1970) das Leben zwischen einer nicht mehr funktionierenden Tradition und der postkolonialen Herrschaft einer Einheitspartei, die auch die Reste dieser Traditionen zerstört. Mongo Beti nahm seine schriftstellerische Tätigkeit nach längerer Pause wieder auf. Sein Werk Main basse sur le Cameroun, autopsie d’une décolonisation (1972) wurde auf Betreiben der kamerunische Regierung in Frankreich verboten.
Ein umfassendes belletristisches, wissenschaftliches und essayistisches Werk hinterließ der Lehrer, spätere Politiker und Ethnograph Boubou Hama aus Niger, der allein von 1966 bis 1974 dreißig Bücher verfasst. Ausgebildet in der Kaderschmiede der École normale William Ponty im Senegal, hatte er früh den Kulturkonflikt erfahren. Zunächst hin- und hergerissen zwischen afrikanischer Sensibilität und Mystik einerseits und cartesianischer Logik Europas andererseits, versuchte er, sich und seine Schüler vom Kolonisiertenkomplex zu lösen, zwischen den Kolonisatoren und ihrer Kultur zu unterscheiden und zu einer Synthese zu gelangen, so wie er es in seiner dreibändigen Lebensgeschichte Kotia-Nima: dialogue avec l’occident. Rencontre avec l’Europe (1968/69) beschreibt. Das hindert ihn nicht daran, die Quelle der Abwertung der „fetischistischen“ afrikanischen Kultur im europäischen Rassismus zu lokalisieren. Der nach ihm benannte staatliche Prix Boubou Hama wurde u. a. an die nigrischen Romanautoren Adamou Idé, Abdoulaye Mamani, der auch Theaterstücke und das Drehbuch zum Historienfilm Der Kampf der schwarzen Königin (1986) verfasste, und Idé Oumarou, der politische Missstände aus der Insidersicht eines Politikers subtil beschrieb (Le Représentant, 1984), verliehen.

#### Krise und Neubeginn

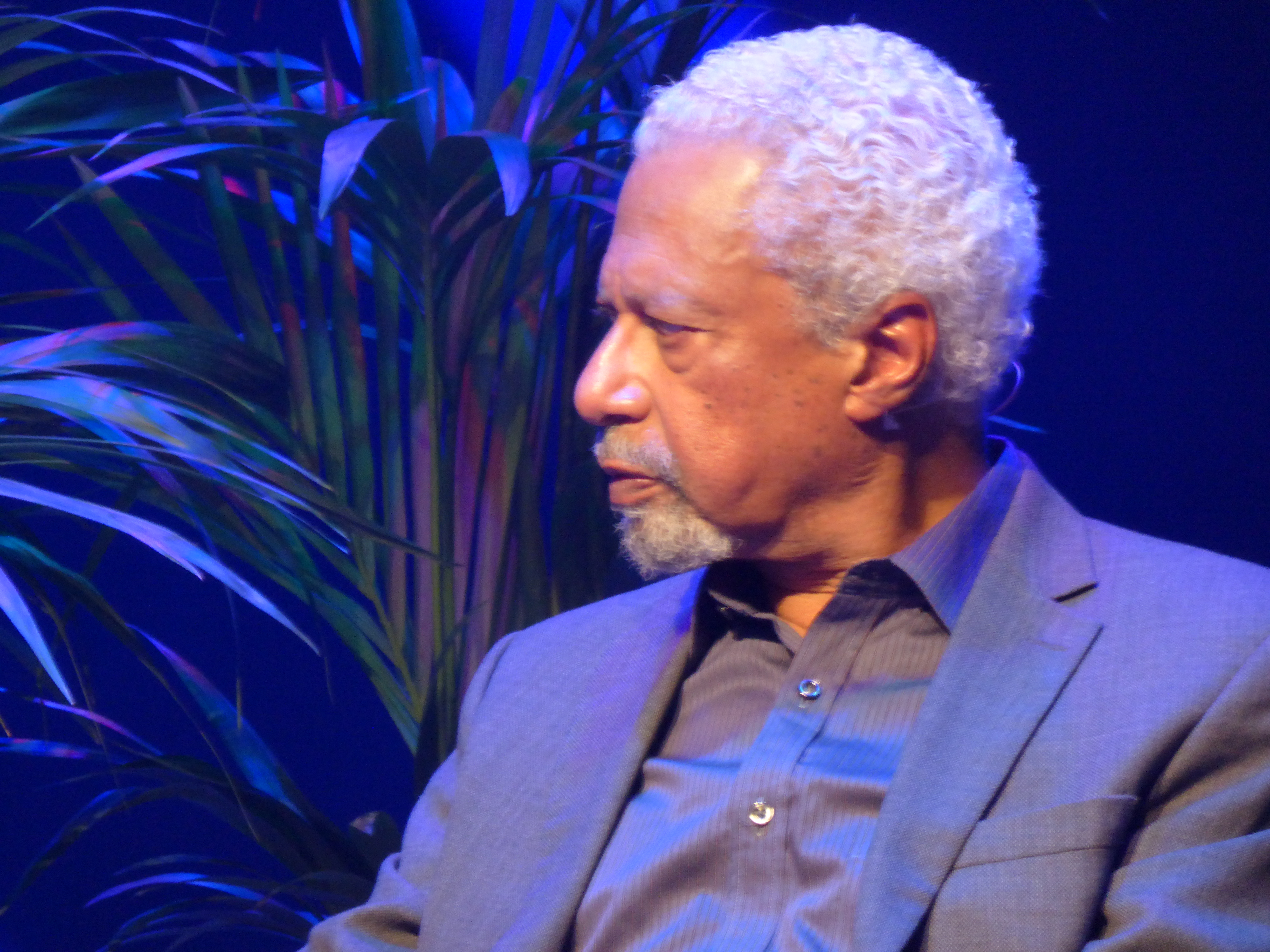
Abdulrazak Gurnah (2022)

### Südliches Afrika

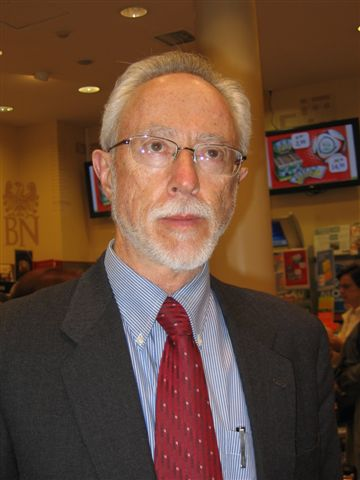
John M. Coetzee (* 1940)

#### Südafrika

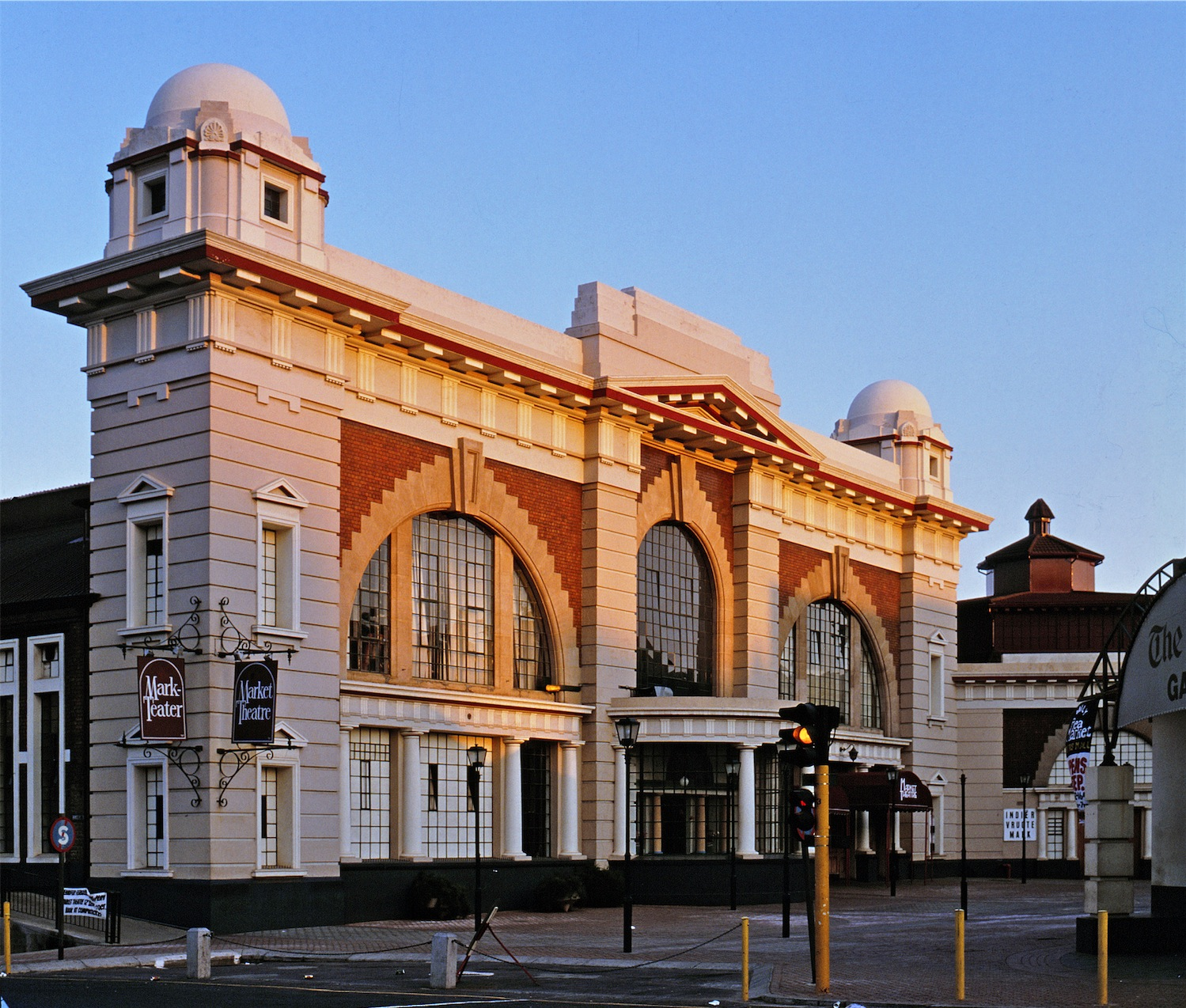
Das Market Theatre in Johannesburg

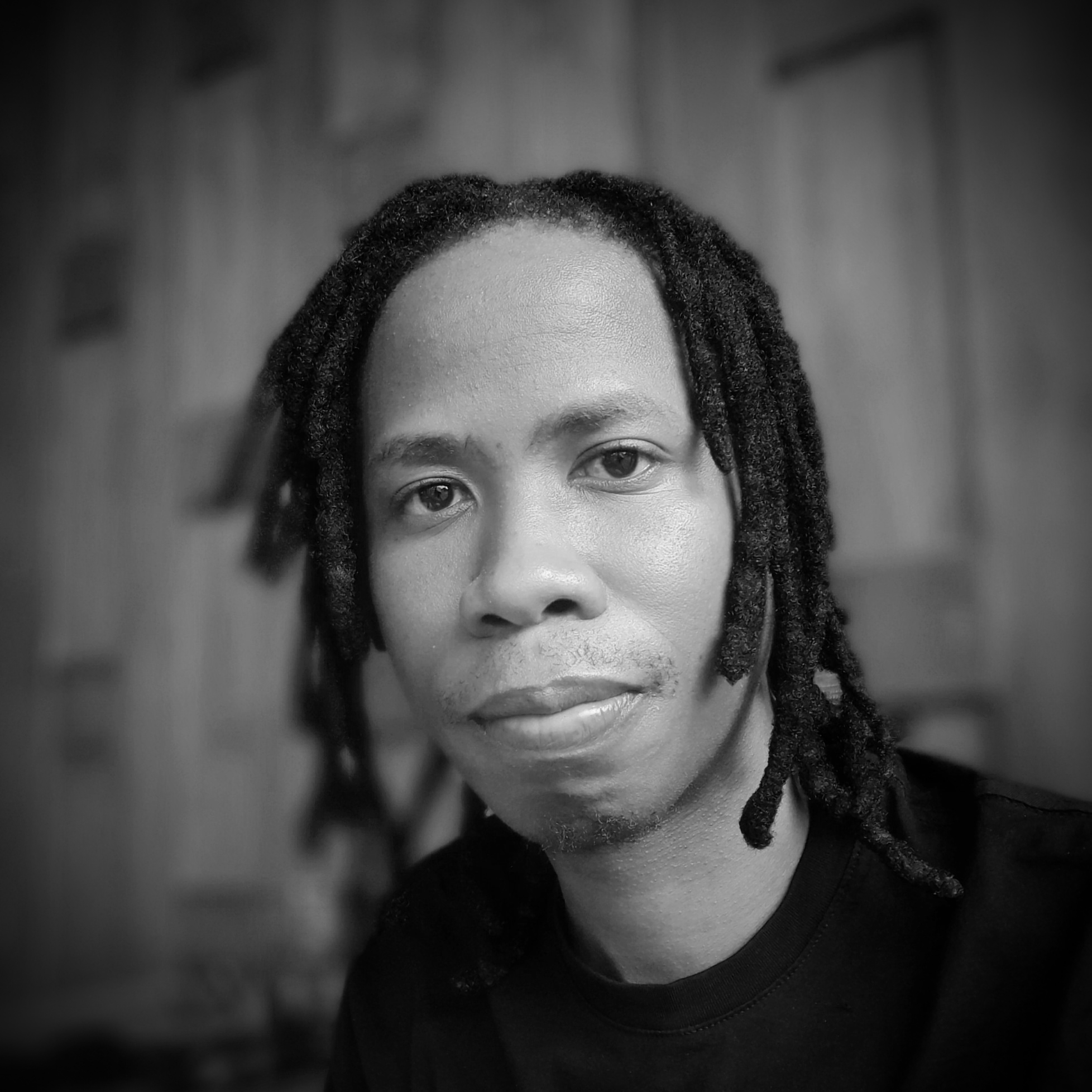
Masande Ntshanga (2021)

#### Simbabwe

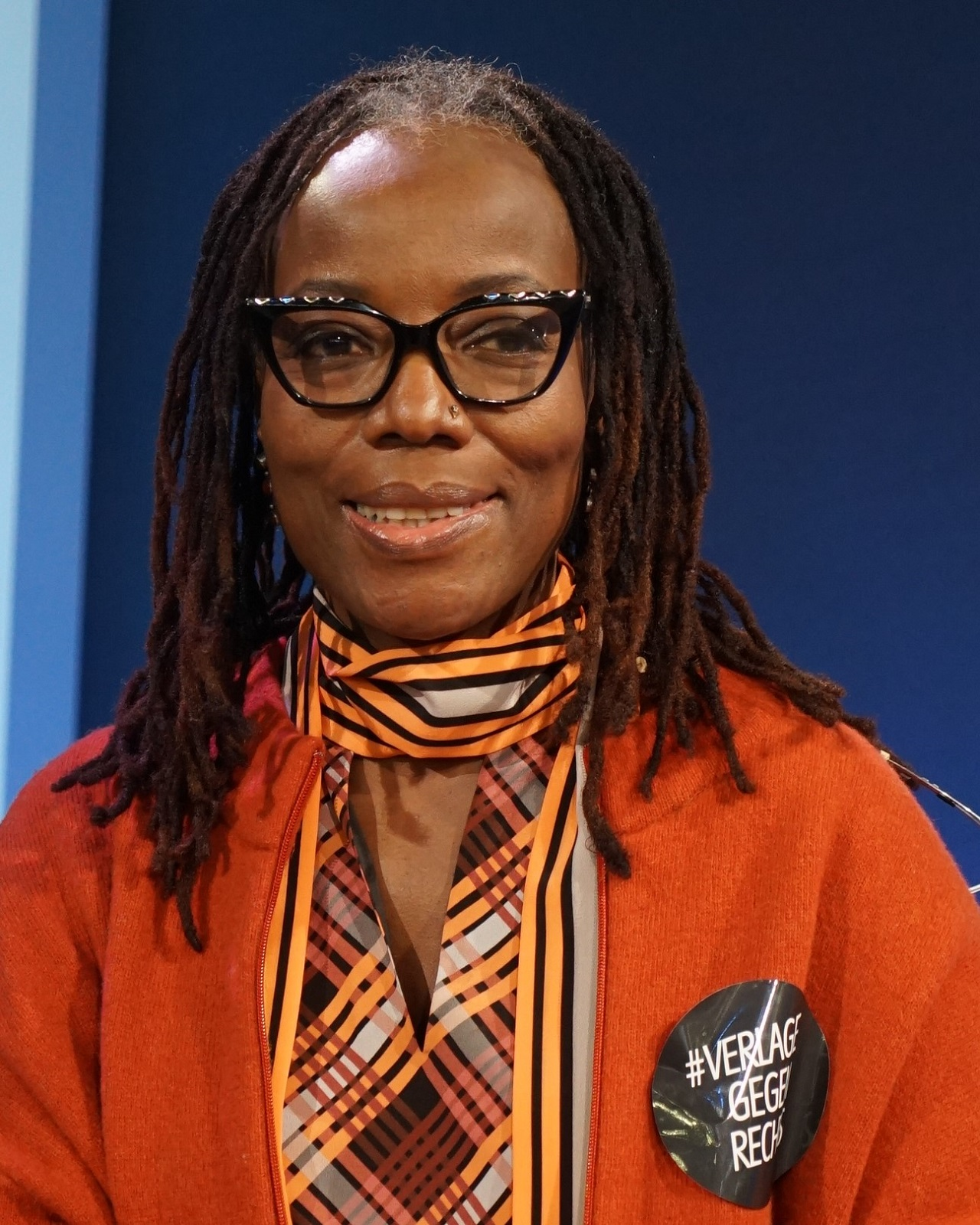
Tsitsi Dangarembga (2021)

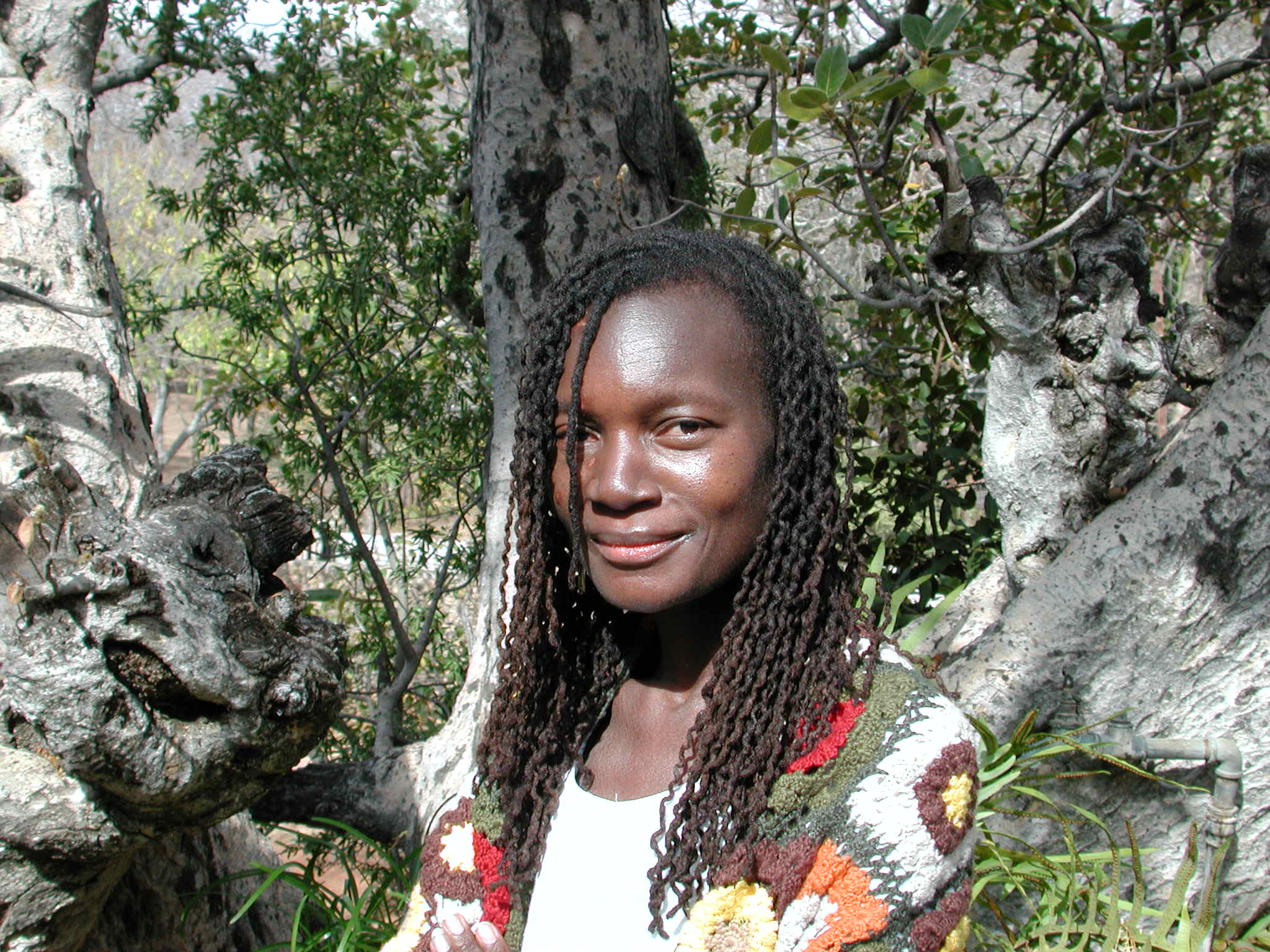
Yvonne Vera

### 1960–1994: Die Sestigers

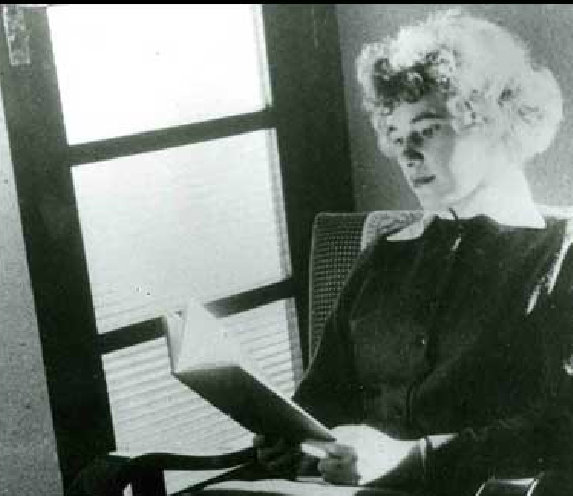
Ingrid Jonker 1956

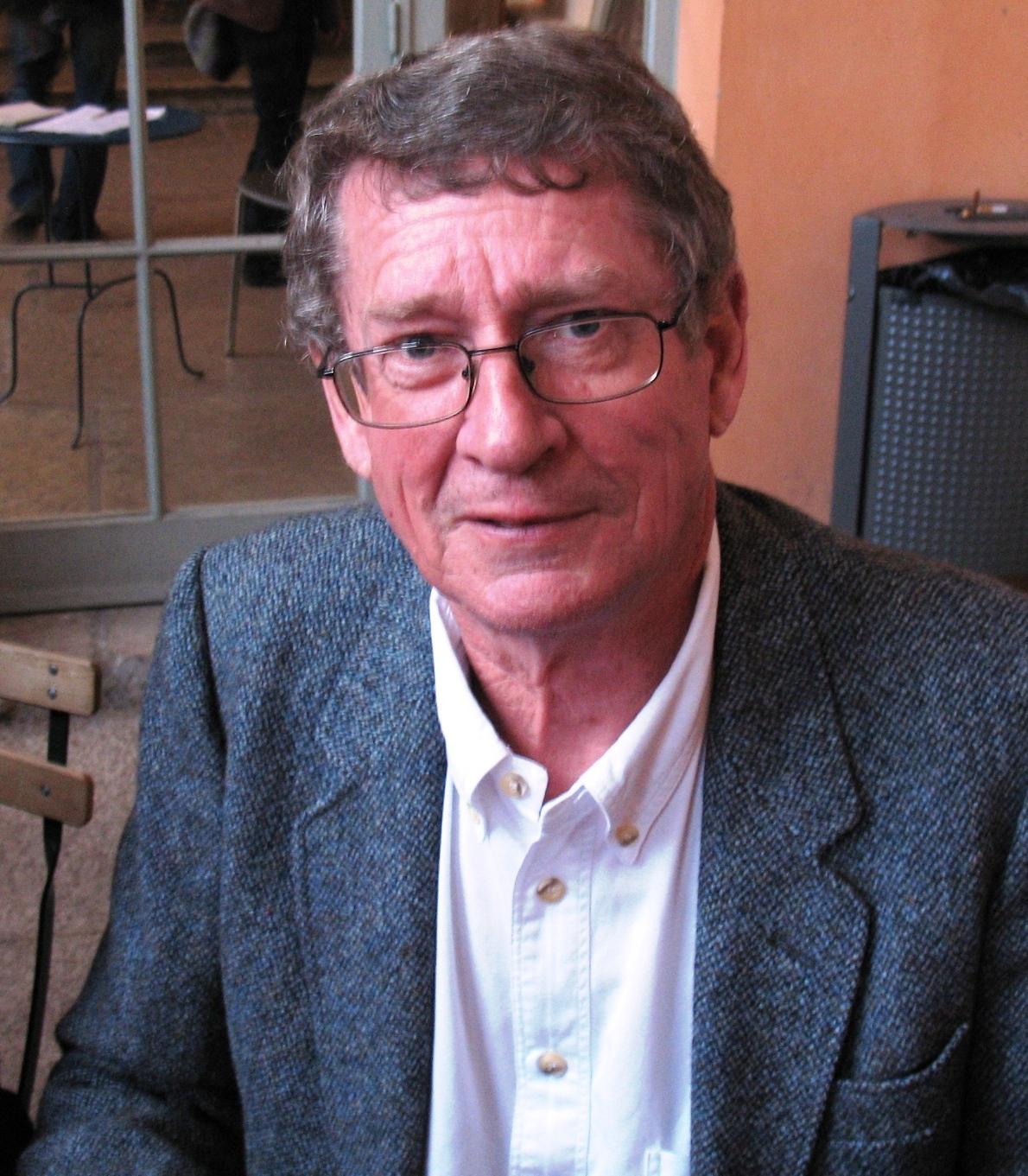
André Brink 2007

#### Die 1980er Jahre
In Reaktion auf die enttäuschten Modernisierungshoffnungen besannen sich seit den 1980er Jahren Autoren wie Francis Bebey (1929–2001) aus Kamerun und Jean Pliya (1931–2015) aus Benin auf die traditionellen Aufgaben afrikanischer Künstler zurück. Sie wandten sich vom französischen Publikum ab und richteten sich an eine neue afrikanische Leserschaft, um ihnen die Wandlungen des Alltags zu verdeutlichen und politische Werte zu vermitteln. In Kamerun, Senegal und den benachbarten Ländern wurden neue Verlage gegründet, die freilich nur Kleinauflagen drucken ließen. Zunehmend wurde vermehrt afrikanisches Vokabular verwendet, auch traditionelle Symbolik und nicht immer unblutige Rituale erhielt ihren Platz in der Literatur. Die Romane bezogen sich anders als früher differenziert auf einzelne Kulturen und Regionen und ihre Mythen – bis hin zum Folklorismus. So sammelte der Nigrer Kélétigui Mariko auf seinen Reisen mündliche Traditionen und Erzählungen der Touareg und anderer Stämme der Sahelzone. In teils krass realistischer Form wurden Themen wie die Korruptheit der neuen Eliten, die drückenden Anforderungen der Familie gegenüber dem Individuum oder die Lage der Frau angesichts des traditionellen Machismo behandelt.
Unideologisch, aber mit hohem moralischen Anspruch schrieb Nafissatou Niang Diallo (1941–1982), die als Hebamme in Dakar arbeitete, vier Romane über das Leben der Frauen im Senegal. Als erste Autorin Gabuns gilt Angèle Ntyugwétondo Rawiri, deren Romane um das Leben junger schwarzer Frauen und ihre Familien kreisen. 1989 wanderte sie nach Frankreich aus. Philomène Bassek (* 1957) aus Kamerun schildert in La tache du sang (1990) eine schwierige Mutter-Tochter-Beziehung. Ken Bugul, geboren im Senegal, wanderte nach Belgien aus, wo ihr schonungsloser autobiographischer Roman über ihr Leben unter dekadenten Künstlern, Drogenhändlern, Prostituierten und prekären Randexistenzen Die Nacht des Baobab (1986) kontrovers aufgenommen wurde. Nach ihrer Rückkehr in ihr Dorf schrieb sie den preisgekrönten Roman Riwan oder der Sandweg, wo sie eine Außenseiterin bleibt.

#### Das postkoloniale frankophone Theater
Schon seit den 1930er Jahren versuchten Lehrer der Lehrerbildungsanstalt École normale William Ponty in Saint-Louis, die jungen Schüler zum Schreiben anzuhalten. Sie sollten sich mit ihren Traditionen befassen, diese aber nach französischen Vorbildern gestalten. So schuf man ein Sprechtheater, das durch afrikanische Gesänge und Tanzeinlagen etwas Lokalkolorit erhielt. Durch seine Kultur- und Sprachpolitik übte Frankreich auch nach der Unabhängigkeit einen gewissen kulturellen Einfluss aus. Zur Bewegungen der Négritude kann der madegassische Dramatiker, Lyriker und Mitbegründer der Unabhängigkeitsbewegung Jacques Rabemananjara (1913–2005) gezählt werden, der zeitweise Außenminister seines Landes war.
Seit 1968 wurden Theaterwettbewerbe im frankophonen Raum als Concours théâtral interafricain durchgeführt. Seit 1983 fanden alljährlich Theaterfestivals in Limoges (Festival de la Francophonie Limoges), an denen auch afrikanische Dramaturgen heute noch teilnehmen können. Dieses aus der Kolonialzeit hervorgegangene akademisch geprägte Sprechtheater überdauerte die Kolonialzeit und wurde auch in den neu gegründeten und staatlich kontrollierten Nationaltheatern gepflegt. Es entstanden zwei Genres, die sowohl einen Unterhaltungs- als auch einen pädagogischen Wert haben sollten, nämlich historische Dramen sowie Sittenkomödien. Einerseits versuchten Autoren wie Guillaume Oyônô Mbia (1939–2021) aus Kamerun entwicklungshemmende Traditionen zu kritisieren, andererseits wurden historische Traditionen ähnlich wie im Roman wiederentdeckt und im Drama aufgewertet, wenngleich oft in verklärter Form. Auch die Politik fand Eingang ins Drama: René Philombes Stück Africapolis (1978) ist eine kaum verhüllte Allegorie auf die Diktatur.
Seit Ende der 1970er Jahre wurde das rituelle Theater nach dem Muster traditioneller Initiationsriten oder Heilungszeremonien wiederentdeckt, so die Kamerunerin Werewere-Liking Gnepo. Massa Makan Diabaté (1938–1988) aus Mali, der selbst einer langen Familientradition von griots des Volkes der Malinke entstammt, zeigte, dass die orale Stegreifkunst der griots zum reinen Entertainment verkommen war, und bemühte sich, sie durch Entwicklung literarischer Texte wieder aufzuwerten. Alte Formen der Vortragskunst (griotique) wurden von den Fesseln der Tradition befreit, neu belebt und Formen des politischen Dramas entwickelt, die sich unter anderem am Theater Bertolt Brechts orientierten. Nach dem Ende der Apartheid machten sich vermehrt Einflüsse aus Südafrika geltend. In Madagaskar entwickelte sich eine politisierte Theaterszene, für die Michèle Rakotosons Stücke La Maison morte (1991) und Jean-Luc Raharimananas Le prophète et le président (1989) stehen.
Neuere Stücke aus dem frankophonen Afrika befassen sich mit Themen wie Migration, Gendergerechtigkeit oder mit den immer wieder aufflammenden Religionskonflikten. Arbeiten von Justin Stanislas Drabo (* 1978) aua Burkina Faso wurden wiederholt im Ausland aufgeführt.

#### Krieg und Exil

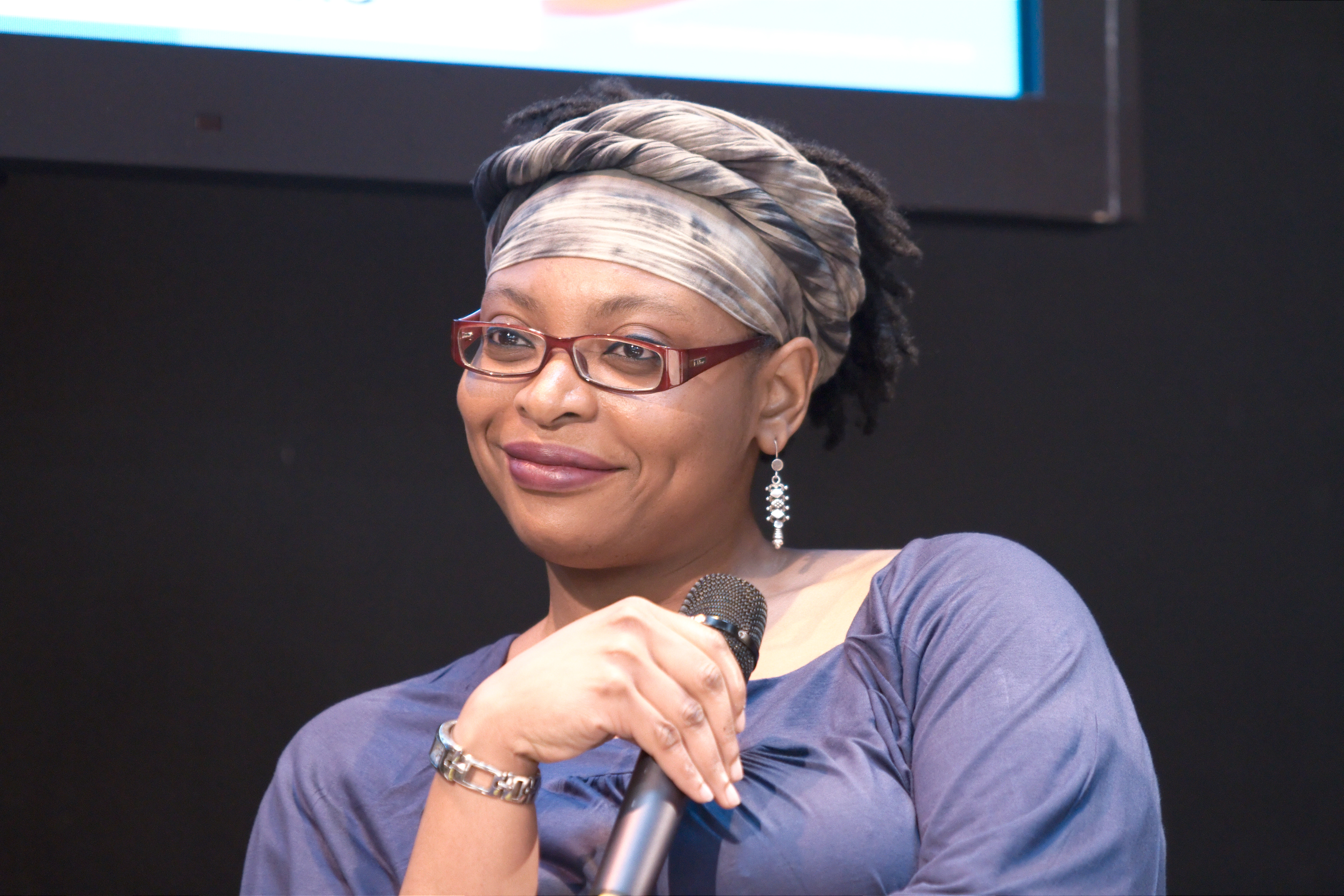
Léonora Miano 2010

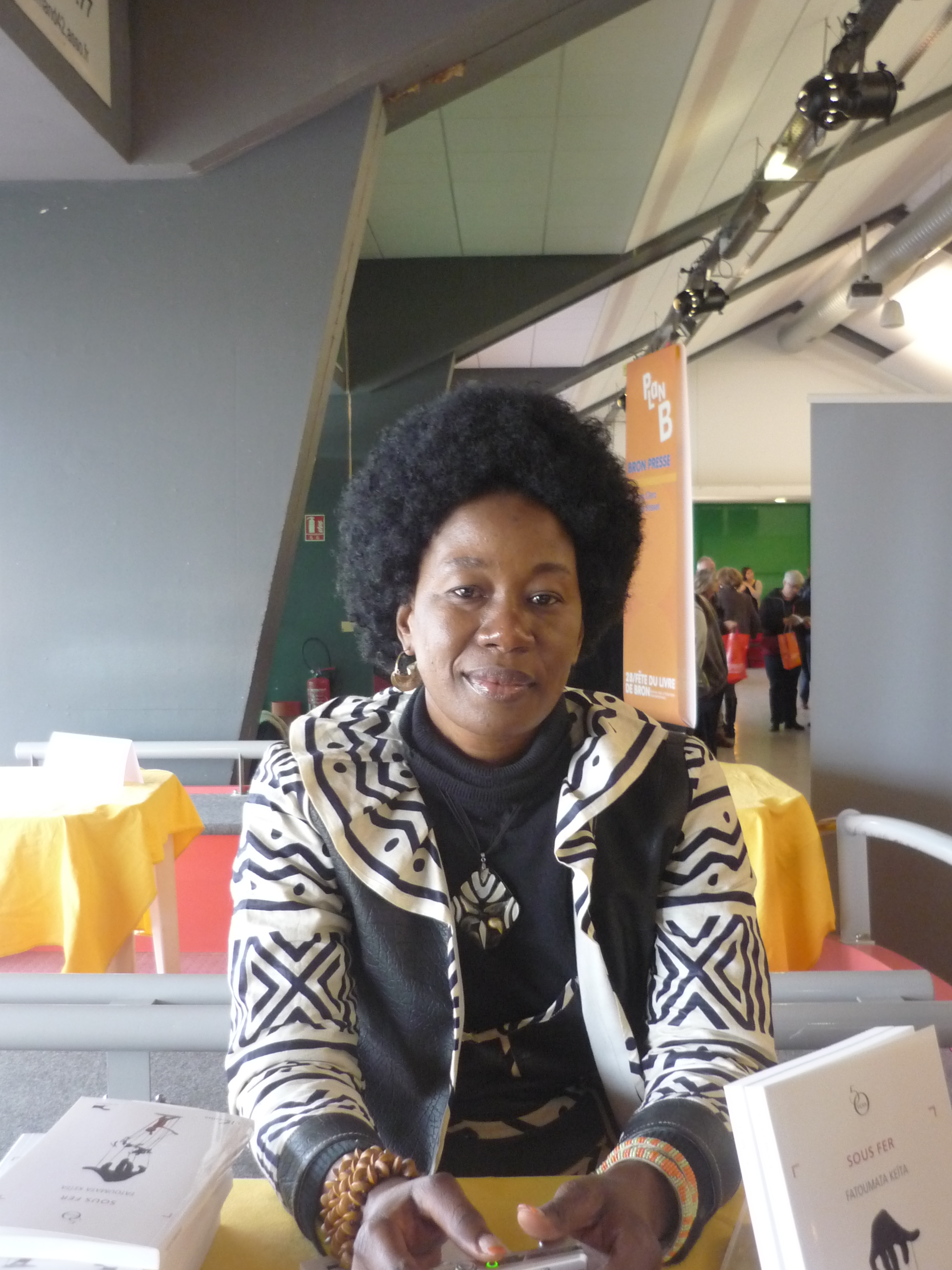
Fatoumata Keïta (2014)

Seit den 1990er Jahren traten die afrikanischen Bürgerkriege sowie Menschenrechtsthemen in den Fokus der afrikanischen Literatur, so im Werk der ersten Romanautorin aus Burkina Faso, der feministischen Juristin und Diplomatin Monique Ilboudou (* 1957), die sich explizit mit dem Völkermord in Ruanda auseinandersetzte (Murekatete, 2001). Ihr Landsmann Norbert Zonge, ein investigativer Journalist, wurde für seinen kritischen Roman Le Parachutage (1988) gefoltert; 1998 wurde er aus politischen Gründen ermordet.
Immer mehr Autoren, die aktuelle Themen aufgrund eigener Erfahrung aufgriffen, waren jedoch gezwungen, die Handlung ihrer Texte in fiktive Länder zu verlegen. Andere Schriftsteller nahmen seit den 1990er Jahren ihren Wohnsitz in Frankreich, so Aké Loba und der 1962 in der Republik Kongo geborene Psychologe Gabriel Okoundji, der durch seine vielfältige Lyrik im französischen Sprachraum bekannt wurde, und der Kameruner Eugène Ebodé (* 1962). Ebenfalls in Frankreich leben die Kameruner Autorinnen Calixthe Beyala (* 1961), die in ihren Werken Tabuthemen wie die Gewalt gegen Frauen sowie die Folgen des afrikanischen Patriarchats und der Emigration behandelt („Der kleine Prinz aus der Vorstadt“, dt. 1995), Léonora Miano (* 1973), deren Romane (zuerst: L’intérieur de la nuit 2005) mit vielen Preisen (u. a. mit dem Pri Fémina 2013) ausgezeichnet wurden, und die Sozialwissenschaftlerin Hemley Boum (* 1973), in deren Romane sich die Veränderungen der Sozialstruktur Afrikas spiegeln. Boums preisgekrönter Roman Les maquisards über die bewaffneten kamerunischen Unabhängigkeitskämpfer der 1950er Jahre – eingebettet in eine Familiensaga über fünf Generationen – erschien 2018 in deutscher Übersetzung („Gesang für die Verlorenen“). Auch der Soziologe Sami Tchak (eigentlich Aboubacar Sadamba Tcha-Koura, * 1960) aus Togo lebt in Frankreich, fand aber seine Roman- und Essaythemen in Lateinamerika und der Karibik, die er lange bereiste (Hermina 2003; Les filles de Mexico 2008). Der Chemieprofessor, Romancier und Fabeldichter Emmanuel Dongala (* 1941) baute das Theater in Brazzaville mit auf, für das er mehrere Stücke schrieb, und musste in den Wirren der 1990er Jahre in die USA emigrieren. Der Lyriker, Essayist und Erzähler Alain Mabanckou (* 1966) lebt heute in den USA, schreibt aber weiter in einem semioralen Französisch mit vielen Wiederholungen und Abschweifungen, Sprichwörtern und Fabeln, wie es in seiner Heimat, der Republik Kongo, gesprochen wird. In Mémoires de porc-épic (2006; dt.: „Stachelschweins Memoiren“, 2011) ironisiert er den Volksglauben seiner Landsleute. Ins US-Exil ging auch Tierno Monénembo (* 1947) aus Guinea, der sich mit der Geschichte der afrikanischen Diaspora und in Le Terroriste noir (2012) mit dem Beitrag der Afrikaner in der französischen Résistance literarisch befasste. Ryad Assani-Razaki wanderte mit 18 Jahren nach Kanada aus und schreibt über das Leben in seiner Heimat Benin, das Elend der Straßenkinder und die Motive der Auswanderer. Nach Deutschland emigrierte der togolesische Schriftsteller und Theatermacher Sénouvo Agbota Zinsou (* 1946). Dem Franko-Senegalesen David Diop (* 1966) gelang mit seinem mehrfach ausgezeichneten Antikriegsroman Frère d’âme (2018) über zwei Tirailleurs sénégalais im Ersten Weltkrieg ein großer Erfolg. Die beiden finden sich in einem fremden Land wieder und werden in einen Krieg hineingeworfen, den sie nicht verstehen. Der eine fällt, der andere wird wahnsinnig und verfällt in einen regelrechten Blutrausch. Wie viele andere Autoren dieser Generation verbindet David Diop eine sozialwissenschaftliche oder anthropologische Ausbildung mit einem feinen Gehör für die Reste oraler Überlieferungen aus der Kolonialzeit. Aus dem englischsprachigen Teil Kameruns wanderte Imbolo Mbue in die USA aus: sie thematisiert das Leben von afrikanischen Einwanderern.
Fatoumata Keïta (* 1977) aus Mali, die als Kind Wasserflaschen am Bahnhof verkaufen musste, blieb in ihrer Heimat. Sie verfasst Gedichte, Romane und Essays über das dörfliche und städtische Leben, die polygamen Familienstrukturen, die Mädchenbeschneidung (Sous fer 2013, mit Françoise Dessertine) und die Situation der Witwen aus einer sozialanthropologischen Perspektive. Dabei verwendet sie viele Begriffe aus dem Malinke.

#### Ehemalige belgische Kolonien
Insbesondere die Autoren aus den ehemaligen belgischen Kolonien sind seit Jahrzehnten mit Bürgerkrieg, Gewalt, Migration und Exil vertraut. Anders als in den englischen und französischen Kolonien wurde die Bildung einer einheimischen bürgerlichen Elite nicht gefördert. Nur wenige Kongolesen besaßen die belgische Staatsangehörigkeit, und es gab zur Zeit der Unabhängigkeit 1960 nur eine Handvoll einheimischer Akademiker – eine Folge einer extrem paternalistischen Kolonialpolitik. Der kongolesische Autor und Anthropologe Valentin-Yves Mudimbe (1941–2025) beschrieb die archaischen und gewaltsamen Strukturen der kolonialistisch überformten Stammesgesellschaft und ihre politischen Wirren der 1960er Jahre (The Invention of Africa). Ins Englische übersetzt wurde auch sein zuerst 1976 publiziertes Buch Before the Birth of the Moon. Er ging 1979 ins Exil in die USA. In Koli Jean Bofane wurde 1954 ebenfalls in der heutigen Demokratischen Republik Kongo geboren. Sein 1996 erschienenes Buch Pourquoi le lion n’est plus le roi des animaux (dt.: Warum der Löwe nicht mehr König der Tiere ist) wurde in mehrere Sprachen übersetzt. Sein Roman Sinusbögen überm Kongo berichtet über Macht der Eliten und Korruption im Kongo. Der Autor flüchtete 1993 nach Belgien. Ebenfalls aus der Demokratischen Republik Kongo stammen die Lyrikerin und Verfasserin von Kurzgeschichten Clémentine Nzuji, die 1964 die Künstlergruppe Pléiade du Congo gründete, sowie Fiston Mwanza Mujila (* 1981), der heute in Graz lebt und in höchst musikalischer Sprache Bürgerkrieg, Gewalt und Korruption in seiner Heimat beschreibt. Für seinen Roman Tram 83 erhielt er den Internationalen Kulturpreis des Hauses der Kulturen der Welt.

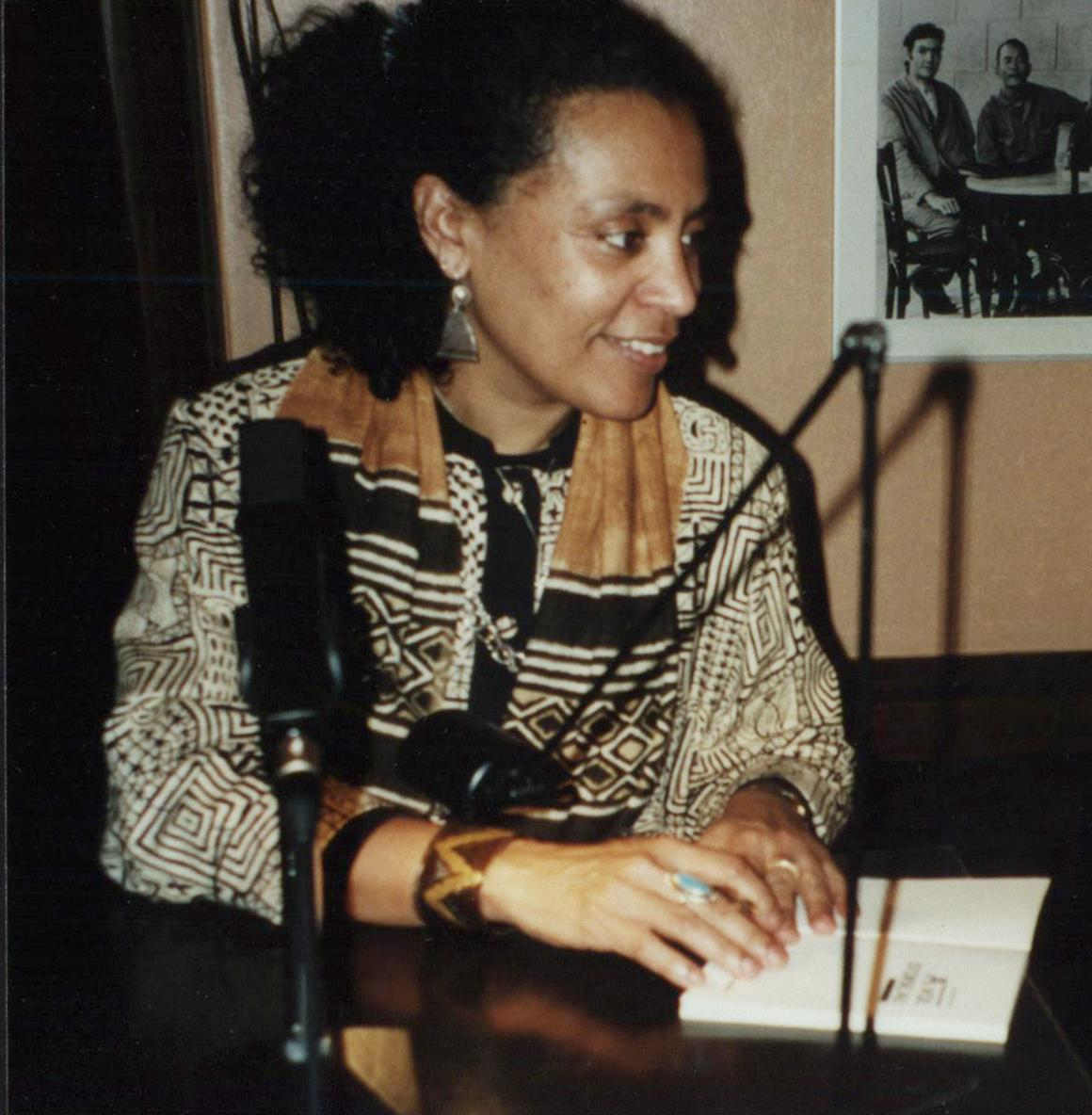
Véronique Tadjo während einer Lesung in Frankfurt/Main, 2001

Gilbert Gatone (Das lärmende Schweigen), geboren 1981 in dem seit 1962 unabhängigen Ruanda, ging nach Zaire ins Exil und lebt heute in Frankreich, wo ihm jedoch die Einbürgerung verwehrt wurde. Scholastique Mukasonga aus Ruanda behandelt den dortigen Bürgerkrieg aus der scheinbar naiven Perspektive einer Missionsschülerin. Auch sie lebt heute in Frankreich, ebenso wie Gaël Faye (* 1982 in Burundi). Er wurde als Musiker, Rapper und Aturo bekannt und erzählt seine Kindheitsgeschichte im Schatten des drohenden Bürgerkriegs in „Kleines Land“ (dt. 2017).
Auch von Autoren aus anderen afrikanischen Staaten wurden die Ereignisse in Ruanda literarisch aufgearbeitet, so durch die Ivorerin Véronique Tadjo, die auch durch Kinderbücher bekannt wurde und heute in Johannesburg lehrt, und den in Frankreich lebenden Kameruner Eugène Ébodé (* 1962).

## Anglophone Literatur

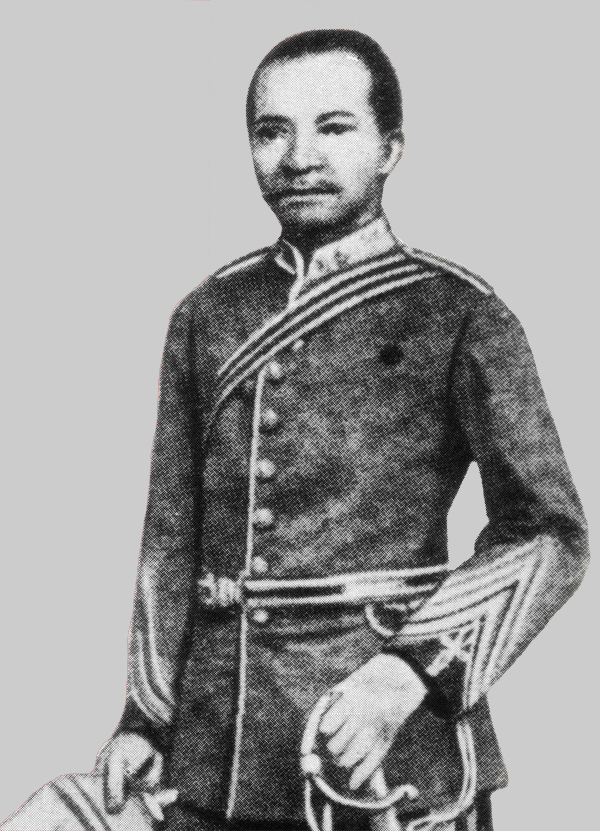
Africanus Horton (James Beale Horton)

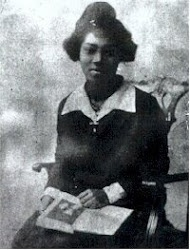
Gladys Casely-Hayford

#### Von der Unabhängigkeit 1960 bis zur Desillusionierung der 1970er

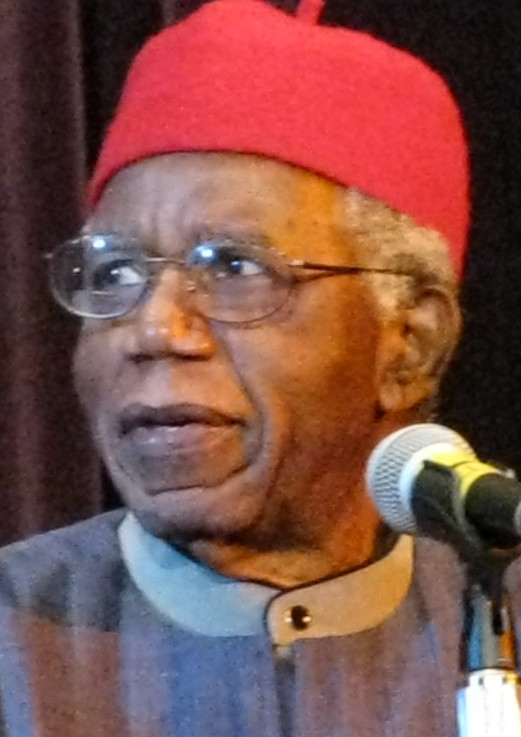
Chinua Achebe (2008)

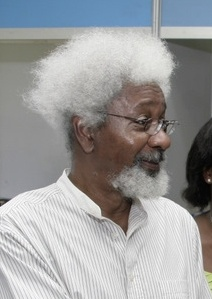
Wole Soyinka, der erste afrikanische Literaturnobelpreisträger (1986)

#### Urbanisierung, Kosmopolitismus und Diaspora

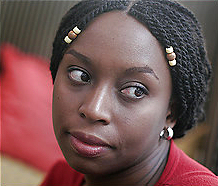
Chimamanda Ngozi Adichie

#### Das 21. Jahrhundert: Migration, Diaspora, „Post-Postkolonialismus“
Neue Themen des beginnenden 21. Jahrhunderts sind die Migrationswelle aus Afrika, die Fragwürdigkeit des Eldorados Europa, die Schwierigkeiten der Integration oder das urbane Leben in den Großstädten Afrikas. Zu den Autoren, die diese Themen fokussieren, sind z. B. der Senegalese Abdel Aziz Mayoro Diop, die Franko-Senegalesin Fatou Diome (Le Ventre de l’Atlantique 2003; dt. Der Bauch des Ozeans 2004) und der Kameruner Sänger und Songwriter Blick Bassy zu zählen. Durch das Verschwinden einer kämpferischen Opposition und die Dominanz der neuen Themen verliert die postkolonialistische Fixierung der Autoren an Bedeutung.
Die „Kinder der Post-Kolonie“ (so durchaus kritisch Abdourahman Waberi aus Dschibuti) überwinden den Postkolonialismus aber auch ästhetisch. An die Stelle der Suche nach den eigenen schwarzen Roots orientieren sich die Autoren an internationalen Referenzsystemen. So werden die Arbeiten des auf den Komoren lebenden Al Zamir (* 1987) als Bereicherung des französischen Romans angesehen. Léonora Miano kritisiert in ihrer in Frankreich als Schullektüre verbreiteten Novelle Afropean Soul (2008) die Ausgrenzung der Nachkommen der Zuwanderer aus Afrika und die Existenz einer Parallelgesellschaft. In Afropea: Utopie post-occidentale et post-raciste (2020) verwirft sie die Idee einer afrikanischen Identität und postuliert, dass die in Europa lebenden Afrikaner eine plurale Identität entwickelt hätten (identité afropéenne).
Wie verspätete Werke der Négritude wirken die Romane und Erzählungen des in Paris lebenden Jean-Luc Raharimanana (* 1966) aus Madagaskar (L’Arbre Anthropophage, 2004). Mit seiner lyrischen Sprache und der Verklärung von Natur, Dunkelheit und Unsicherheit in Haut der Nacht (dt. 1997) steht Raharimanana in der Tradition 1980er Jahre.
Doch ist der antikoloniale Kampf für viele in ihrer Heimat verbliebenen Autoren wie Hemley Boum immer noch ein Thema. Manche exilierte Kritiker des Kolonialismus wie der herrschenden Korruption werden sogar zum Opfer von Übergriffen, wenn sie für kurze Zeit in ihre Heimat zurückkehren, wie dies dem Kameruner Patrice Nganang geschah, der in „Der Schatten des Sultans“ (dt. 2012) die Geschichte des mit dem Deutschen Kaiserreich eng verbundenen Sultans Njoya von Bamum erzählt. Der Roman Confidences (2016) des in der Schweiz lebenden Kameruners Max Lobe (* 1986) zeigt unter Nutzung traditioneller afrikanischer Erzählmittel die heutige Verdrängung des kamerunischen Unabhängigkeitskampfes und der Erinnerung an ihren Anführer Ruben Um Nyobè, der 1958 von der französischen Armee getötet wurde. Er erhielt dafür den Prix Ahmadou-Kourouma, einen in der Schweiz seit 2004 jährlich verliehener Preis für Autoren des subsaharischen Afrikas. Auch die Probleme der Versöhnung der Volksgruppen wie nach dem Genozid in Ruanda finden literarische Beachtung, so im Roman Souveraine magnifique (2014) von Eugène Ebodé. Die Flucht über das Mittelmeer ist das Thema eines der Romane von Timba Bema, der seit 2007 in der Schweiz lebt.
Auftrieb gab vielen für eine politische Erneuerung eintretenden Intellektuellen der Sturz des Regimes in Burkina Faso durch eine breite Volksbewegung im Jahr 2014. Der burkinische Dramatiker Aristide Tarnagda (* 1983) inszenierte im Juli 2014 in Köln das Coltan-Projekt, benannt nach dem Rohstoff, der dem Osten des Kongos eine humanitäre Katastrophe bescherte.